# ベルセルクの登場人物
ベルセルクの登場人物（ベルセルクのとうじょうじんぶつ）は、三浦建太郎の漫画『ベルセルク』に登場するキャラクターについて説明する。
- キャラ名の下の“ 声 ”の横の名前は下記メディア作品での担当声優。
  - 記名の順番は「テレビアニメ第1作 / テレビアニメ第2作」。1人しか記載されていない場合は特記ない限りテレビアニメ第1作のキャスト（第2作にしか出ていない場合は明記する）。
  - それ以外のメディアについては別途記載する。

## ガッツ一行
ガッツ
声 - 林延年（少年時代 - 福島おりね→三浦智子） / 岩永洋昭（少年時代 - 井之上潤）
本作の主人公。「黒い剣士」の異名を持つ、右目と左腕をボルコフに噛まれて失った全身傷だらけの剣士。首筋に「生贄の烙印」を刻まれたことによって悪霊・妖魔に命を狙われ続けながらも、ゴッドハンドと使徒への復讐のために各地を放浪している。苛烈極まる戦いの中で、キャスカを「守る」ことと、グリフィスに「挑む」ことを魂に問いつづけていく。
「ドラゴン殺し」と名付けられた、身の丈よりも長大で分厚く鉄塊のような大剣（ゾッドは「斬魔刀」と後に呼んでいる）を背に佩び、左腕には大砲を仕込んだ鋼鉄製の義手を装着している。黒い剣士の異名の元となった黒い甲冑とマントを身に纏う。他に連発式ボウガンや投げナイフ、炸裂弾等の武器を携帯。肉体は極めて屈強で、巨大な剣を片手で難なく振り回し、前述の装備類一式を身につけたまま軽快な動作も可能な他、反射神経や動体視力など、身体能力全般に優れ、戦で培った機転にも長ける。人間離れした戦闘力と狂気を帯びた戦い振りから、魔でさえ畏怖する存在となる。傭兵団時代に受けた性暴力が元で（後述）体に馴れ馴れしく触られるのを嫌い、帯剣していないと落ち着かない。また、子供に敵意や殺意を向けると激しい嘔吐感に襲われる。後に「狂戦士の甲冑」を身に着けて戦った副作用として味覚障害、色覚異常、視野狭窄、震顫、頭髪の一部白髪化などが表れている。
髑髏の騎士によれば、死者から生まれ落ちた身の上に加え、グリフィスに烙印を刻まれたことで、世界の理の外側に身を置く者となっていると言う。シールケは、ガッツがドラゴン殺しを自在に扱い、生身で使徒と渡り合う（あまつさえ打ち殺す）ことが出来るのも、意思が実際の出来事に強く作用する、異界の住人となったことが大きな理由ではないかと想像している。
戦地で木に吊るされた母の骸の下に産み落とされ、ガンビーノ率いる傭兵団に拾われた。以後、傭兵団の中でガンビーノを養父として過ごし剣術を習い、幼少期から戦場に駆り出される。ガンビーノを親として慕っていたが愛情を受けることはなく、傭兵相手に無理やり売春をさせられたりしていた（体に触れられるのが苦手なのはこれが原因）。ガンビーノが片足を失って以降は戦で得た褒賞は取り上げられ、飼い犬のみを相手にするガンビーノにますます邪険に扱われていた。11歳の時、ガンビーノに襲われた際のはずみで誤って彼を刺殺、傭兵団から脱走せざるを得なくなる。以後はどこにも所属せず1人で戦地を転々とする。この時、小さな体で大人の振るう剣を長年使わされてきたため、いつしか身の丈よりも大きな武器を使うことに習熟し、成長した後も巨大なだんびらを愛用するようになった。
4年後、グリフィスに決闘で敗北し「鷹の団」に入団。果敢な戦い様で頭角を現し、鷹の団切り込み隊長に任命される。初めて仲間と居場所と言うべきものを団の中に見出し、100人斬りなどの武功で鷹の団最強の戦士として名を馳せ、グリフィスと無二の絆で結ばれるものの、グリフィスの夢に埋もれつつある現状に自問する一方で、キャスカと次第に想いを寄せあっていく。グリフィスと“対等の者”でありたいと考えた末、決闘でグリフィスを下し、キャスカの制止をも振り切って3年間在籍した鷹の団を脱退。鍛冶屋ゴドーの元で寄宿、遊歴や修行をし、剣を振るうことに存在意義を見出す。
1年後、キャスカが率いる鷹の団が逆賊として追われているとの情報を聞き、助太刀し合流。キャスカとは想いを確かめ合って結ばれるが、グリフィス救出遂行も束の間、蝕へと巻き込まれる。かつて仲間だった団員は一方的な虐殺に遭い、キャスカはガッツの目の前でグリフィスに犯され、ガッツ自身も左腕と右眼を失い「生贄の烙印」を刻まれた。辛うじて「蝕」から逃れたガッツとキャスカだったが、これにより（旧）鷹の団は壊滅した上に、常に魔に脅かされ続ける身になる。キャスカは極限の恐怖で発狂し、彼女の胎内に宿っていたガッツとの子供は魔に取り憑かれ、魔物となって姿を消してしまう（これも重なってキャスカは幼児退行まで起こした）。多くのものを失いつつも死の淵から這い上がったガッツは復讐の旅に出る。
その過去故に魔に向ける憎悪と憤怒は凄まじく、他者の事情や命を考慮しない無慈悲で冷淡な性格となるが、一方で捨てきれない人間性との間で葛藤し続けていた。復讐のために形振り構わず戦い続けた結果、各地に災厄と混乱をもたらし、法王庁教圏から異端の存在「黒い剣士」として追われるお尋ね者となる。
鷹の団の壊滅以降、2年間に渡り孤独な戦いを続けてきたが、常に危険に身を晒しながらどの様な死中にも活路を見出す強固な意志に惹かれ、新たな仲間が集まった。命がけの旅路において、彼らとの間に信頼関係が築かれていく中で、ガッツ自身もかつての「鷹の団」の仲間たちと重ね合わせるように心を開き始める。人格にも落ち着きが戻り、冗談を交わして笑いを浮かべられるほどに精神が安定した。しかし、狂気が凝り固まり顕在化した闇の獣（声 - 興津和幸〈『ベルセルク無双』〉）を自分の心底に抱えており、後の装備となった呪物「狂戦士の甲冑」の副作用によって、顕在化をより強めてしまっている。
父母の愛情に恵まれず育ったため、他者から寄せられる感情を受け止める事や、自らの思いを伝えることが苦手であり、それが結果としてグリフィスとのすれ違いを生み、心の傷に苦しむキャスカを置き去りにしたことに気付いた際には、大きなショックを受けていた。
根は繊細で心優しい性格であり、自らが父を奪う形となったテレジアの身を思って涙ぐんでいた。また、キャスカと思いを交わしあった直後、ドノバンに襲われた記憶がフラッシュバックしたために不審な行動をとってしまったが、彼女の気持ちを思いやって詫び、自らの過去を打ち明けている。少年時代には仲間を欲しがっていた妖精「チッチ」が、ガッツの傷を癒そうとして力を使い果たしてしまったことに罪悪感を覚えており、物語初期にパックへ投げつけた、エルフを軽蔑しているかのような言動は、その裏返しであった。
パック
声 - 渕崎ゆり子 / 水原薫
妖精郷出身のエルフ。羽精と言う風の精霊の一族。妖精郷に飽きて単身世界に飛び出した。旅芸人一座と旅をしていたが一座が盗賊（コカ城の首領の部下達）に襲撃されて捕らえられ、酒場でダーツの標的として玩ばれていたところをガッツに救われ、怪物見たさで勝手にガッツの鞄に住み着き行動を共にするようになる。その好奇心の旺盛さと騒々しさでガッツからは煙たがられ冷たくあしらわれていたが、懲りること無く同行を続け、やがて仲間と認められた。ガッツの右腰の鞄を住処にしている。
他者の憎悪や恐怖などの負の思念に過敏に反応し、気を探ることで人探しもできる。また、羽根の鱗粉には強力な治癒作用があり、満身創痍のガッツを幾度も治癒する。戦闘力はゼロに等しいため、基本的に戦うことは無いが、全身を強力に光らせて敵の目を眩ます「パックスパーク」で援護する他、自称「エルフ次元流7段」で栗のイガで作った「妖刀ざっくり丸」で殴ることもある（日に晒されて弱った悪霊なら何とか勝てる）。イシドロが仲間になってからはギャグの絡み相手をガッツからイシドロへと鞍替えしている。メタフィクションやコメディリリーフ的な活躍があり、ギャグ形態では二頭身で頭部が栗状の「くりパック」になり、よくコスプレをする。イシドロを「コソドロ」または「ドロピー」、セルピコを「ピコリン」、マニフィコを「マニ彦さん」と呼称。ガッツが所持するベヘリットを「ベッチー」と呼び、自分の玩具兼ペット兼抱き枕にしている。
キャスカ
声 - 宮村優子 / 行成とあ
本作のヒロイン。「鷹の団」の女性剣士。褐色の肌と黒のショートヘアが特徴。紅一点でありながら千人長を担う実力者であり、副長的存在だった。ロングソードの腕前はガッツ、グリフィスに次ぐ鷹の団No.3。加入以前は貧農の6人兄妹の末子。12歳の時、口減らしのために貴族に売られ、乱暴されかけるが、偶然現場に居合わせたグリフィスに剣を投げられ、闘って自由を勝ち取るか否かを問われる。キャスカは初めて手にした剣で相手を殺すことでその問いに答え、鷹の団に入団。その経緯からグリフィスに対しては、崇拝に近い信頼を寄せていた。
ガッツとはグリフィスの存在を巡って何度もぶつかり、嫉妬心を抱くこともあったが、お互いを知る内に次第に離れがたくなる。ガッツ脱退後、ミッドランドから逆賊として追われることになった鷹の団を、部下に請われて団長代理として指揮。1年後、再会したガッツと結ばれる。しかし、直後に見舞われた「蝕」での恐怖と転生したグリフィスに凌辱されたことで精神が崩壊、記憶喪失と幼児退行に陥り、宿していたガッツとの子供もこの世ならざる存在となってしまった。以降、記憶力や学習能力は皆無に等しく、言葉になっていない喃語を発する。また幼児のように状況を考慮せず、勝手気ままに行動して失踪したことが数回ある。ただし、運動能力は変化しておらず機敏な動作が出来、輪姦目的で襲った盗賊3名から剣を奪って皆殺しにしている。
2年余りゴドーの坑道に身を寄せていたが、エリカと木の実摘みで外出した際に失踪。再生の塔付近にて徘徊していた所、魔女狩りで火刑に処されかける。ガッツの手で救出され、以後旅に同行する。世話係のファルネーゼに懐いている一方、旅疲れと夜毎繰り返される悪霊との戦いの結果、精神的に疲労し、一時的な狂気と劣情に駆られたガッツから傷つけられて以来、彼に対し警戒心と悪感情を露にするようになる。妖精郷へと向かう旅に際しては、シールケから託された銀の鎖帷子と巡礼服を着ている。生贄の烙印は左胸上部に刻まれている。
ファルネーゼ
声 - 後藤邑子 / 日笠陽子
本名は「ファルネーゼ・ド・ヴァンディミオン」。元聖鉄鎖騎士団団長。大富豪で名門貴族ヴァンディミオン家4子の末子で長女。物質的には恵まれた身分にあったが親から愛情を向けられず、哄笑を挙げながら深夜の庭園を徘徊したり、屋敷前の火刑に魅了され小動物を焼殺したりと鬱屈した幼少期を過ごす。16歳の時に結婚話を父から否応無く押し付けられた際には、錯乱して屋敷に火を放ち、一棟を焼失させている。この件で父から見棄てられ、「ヴァンディミオンの鬼子」と渾名される。この後、屋敷から出て修道院に入る。法王庁大審院の末席に就き、聖鉄鎖騎士団団長に就任。真摯な信仰心に生きようとしながらも己の弱い部分を律し切れずにいた。結果として教条的な思考にはまり込んでいたが、一方で己の穢れを哀しむ心根も持ち合わせていた。
異端の存在として追っていたガッツとの接触によって自分の無力さを知り、また魔の世界の一端を垣間見る。そして自力で抗い続けるガッツに真実と生きる術を求めようと還俗、旅の同行を願い出る。この際、禊（みそぎ）として髪を切っている。
セルピコにすべてを任せきりのお嬢様育ちだったために、当初は料理も洗濯もできず一行の足手まといとなっていた。しかし「何もできない自分」を知ることで自分自身を見つめなおし、トロールからキャスカを命がけで守り抜いたことをきっかけに、キャスカが唯一言うことを聞く相手となり、ガッツからも信頼を得てキャスカの身を任されるようになる。
シールケの活躍に感動し、彼女を「先生」もしくは「御師匠様」と呼び慕い、弟子として魔法の教えを受け始める。やがてシールケの助力を借りながらも、四方の陣の術を発動させることができるまでに成長を遂げていく。
一行が船を求めてヴリタニスに立ち寄った折、融通を求めて実父と交渉しようとヴァンデミオン家の屋敷に立ち寄るが、幼少のころからのトラウマを払しょくできず、威圧されて謹慎を命じられてしまう。しかし兄のマニフィコからは理解を寄せられ、その友人、”航海王子”ロデリックとの企みに協力することで、結果的に彼らを一行に加え、船を得ることに成功する。また、屋敷で再会した母から「あなたは居場所を見つけられれば誰より優しくなれる」との助言を受け、パーティ会場に現れた魔物との戦いを経て、自分の意思でガッツたちとの旅を選び取った。
ロデリックに対し悪感情は抱いていないが、ガッツにも言葉や態度にできない淡い想いを寄せている。イシドロとパックからは「ファルネーちゃん」と呼ばれている。武器は銀のナイフと銀の鎖帷子、敵を拘束できる棘の蛇。
セルピコ
声 - 水島大宙 / 興津和幸（少年時代 - Lynn）
ファルネーゼに付き従う従者の青年。元聖鉄鎖騎士団員。フェディリコが侍女に産ませたファルネーゼの異母兄（四兄）にあたるが、彼女はこの事実を知らない。ファルネーゼに拾われる前は父が誰かを知らず、荒屋で病に臥せった母を1人で世話しており、見捨てられた身でありながら貴族に縁ある身であることを事毎に強調し、貴族としての振る舞いを躾けようとする母を、心中疎ましく思っていた。
「餌場」の縄張り争いを巡って暴行を受け、雪の中で行き倒れかけていた所をファルネーゼに拾われ、ヴァンディミオン家に小間使いとして仕えるようになる。少年期は主であるファルネーゼから、利己的で無茶な要求を強いられつつ、与えられた役割を淡々とこなしていた。やがて母から譲り受けた首飾りから、当主フェディリコの非嫡出子であり、血縁上ファルネーゼの異母兄にあたることがフェデリコ本人の知るところとなり、事情を口外しないことを条件に爵位を授かる。ある日、疎遠になっていた母がファルネーゼ指揮下で邪教徒として晒され、半強制的に実母の火刑に加担。この一件は彼に火に対するトラウマを刻み込んだ。
聖鉄鎖騎士団に所属していた時は紋章官の職にあったため、各国の紋章に精通しており、世情や政、国家間の力関係に対しても詳しい。過去の経緯から家事も得意。処世術に長け普段は茫洋として韜晦しているが、殺気を帯びるや表情が豹変する。断罪の塔以降、ファルネーゼを追って騎士団を抜けガッツ一行に加わったが、もしもファルネーゼが落命することがあれば、ガッツの殺害も辞さない旨を明言している。
元々感情の起伏が平坦だったが、ガッツが見せる不屈の闘志に感化されつつある。ガッツ一行との旅程に付き合うことで、世間知らずのお嬢様から少しずつ成長を遂げていくファルネーゼを好もしく見守っているが、その一方で「狂戦士の鎧」によるガッツの暴走が、いつか彼女の心身を傷つけるのではと危惧している。
普段は猫をかぶっているが戦闘能力、知能共に人並外れており、ガッツからも一目置かれている。ガッツとはその場の成り行きとファルネーゼに対する思いから2度に渡って決闘しているが、ヴァンディミオン家に仕えてから身に付けた高度な剣技と、卓越した頭脳による詭計を駆使し、2度とも彼の戦技を封じる策を講じてほぼ互角に渡り合った。武器はシルフェの剣とフードとレイピア。パックからは「ピコりん」と呼ばれている。
アザン
声 - 安元洋貴（テレビアニメ第2作）
元聖鉄鎖騎士団副団長。「鉄棍鬼アザン」の異名を持つ。騎士道精神を体現する質実剛健で愚直な武人。愛用の武器である長大な鉄棍を自在に操り、その攻撃は強力にして正確（これが「鉄棍鬼」の二つ名の由来）。副団長だったころは団長のファルネーゼを補佐する立場にあり、部下からの人望も厚く、実質的に騎士団の要であった。僧籍にある身分として教えに沿い、壮年ながら独身を通している。橋に立ち往生していた老人を庇い、強引に橋を渡ろうとした100の騎馬隊相手に渡り合ったと言う逸話（ガッツ曰く「その老人を橋の袂まで担いで行けば済むだろうという笑い話」）から「橋の騎士」の異名も持つ。
元々は世俗の騎士団に所属していたが「守るべき者に裏切られた」ことにショックを受け、出家し僧侶となる。アルビオン寺院の怪異では崩れた門の下敷きになるが、鉄棍がつっかい棒になり、九死に一生を得る。断罪の塔以降、ファルネーゼ主従の脱退など一連の事態に対し、自ら責を負う形で教会から追い出されるように職を辞し、ヴリタニスでは食うや食わずの生活だったが、ガッツ一行が帆船に乗り込むために使った小船で寝ていたために一緒に乗船（結果的に無断無賃乗船の形）することになった。教会から追い出される形で脱退しているため、法王庁直下の者の前では体裁が悪く「黒髭の騎士」と名乗って（一応）身分を隠しており「海馬号」で人足として働く身。常時兜を被っていて暇があれば甲板上でイシドロに剣術の稽古をしている。
イシドロ
声 - 吉野裕行 / 下野紘
「最強剣士」を目指す少年。自称「ガキ」。パックとイバレラから特段に小馬鹿にされており、「コソドロ」「ドロピー」などと名前をまともに呼ばれない。山間育ち。
イシドロという名前が通称なのか本名なのかは不明。
噂話で聞いた「鷹の団切り込み隊長（ガッツのことだが、ガッツが鷹の団にいたことを知っても尚気づいていない）」への憧れから剣の道を志し家出する。家出をしたものの、集団に属するなど社会的適応力や経済能力は皆無に等しく、戦乱の中で大人に反抗し己の腹を満たすことだけしか考えていなかった。1年間、国中を放浪し窃盗を働いていたところガッツとバーキラカの戦闘に遭遇。勝手にガッツを剣匠及び当座の目標として特訓を要求し、ガッツ一行の旅に同行する。
集団を嫌う彼が、社会に出て初めて集団の一員として属したのがガッツ一行だった。以来、自己中心的だった彼が自分のためではなく、仲間のために剣を振るうようになる。
以前行っていた窃盗行為は度々行うもののガッツと出会ったことにより終息する傾向にある。窃盗犯罪の代わりに剣の道を志し、それが彼の精神を鍛える結果となる。弱い者を虐げる、髭骸骨の卑劣な犯罪行為を阻止したことがきっかけに正義感が芽生え、それを期に犯罪行為は行わなくなった。
戦闘中、咄嗟に状況を利用する頭の回転の良さは、並みの大人以上の才能だと髭骸骨に評価される。
威勢が良く勝気で目立ちたがり屋、かつ挑発的な性格のため、生真面目な性格の人間とは馬が合わない。そのせいでシールケとはよく諍いを起すが、一方でほのかな恋心を抱いてもいる。
しかし妖精島で魔女達への報復からシールケと再び対立し、不仲ではないが相容れぬ関係となっている。
シールケと逆にイスマとは仲が良く、イスマが消滅した際には喪失したような複雑な感情を抱く。
悪ぶってはいるものの、己の身を投げ捨ててまで人を助けようとする正義感と、女性や年寄り相手には、守る気概を見せる一方で見栄を張るという、根っからの男性気質の持ち主。乱世においても定住の地に執着し、事なかれで耐え忍ぶ者らを軽蔑し、格式張った人間や居丈高な者を嫌い、度々諍いを起す。反面、自分の能力の至らなさも認めており、度々自分自身を「ガキ」呼ばわりしている。
歳相応の少年らしく性行為や女体に興味津々である。しかし、断罪編生誕祭の章では肉欲に溺れず（サバトの乱交現場に石を投げる、娼婦たちの誘いを断るなど）自らの夢を実現する道を選んだ。実際にもまだまだ羞恥心のほうが勝っており、イスマの裸を目の前にしたときも直視できなかった。が、妖精島にて自ら魔女達に報復を行い、モルダの巨乳にデレデレするなど羞恥心よりも性欲の方が勝るようになる。
抜きん出た投石技術を持ち、百発百中の腕前を誇る。
剣の腕前は最初こそ経験の無さで未熟であったが、子供ゆえの非力さを俊敏性と武器であるサラマンデルの短剣の炎を使って補い、特訓や魔物との戦いの中で低位置から攻撃する短剣での我流の二刀流を体得。「低く、もっと早く」という戦法は、子供であることを受け入れた彼の生み出した技だった。その後はガッツ、セルピコと共に魔物戦で活躍し、一行の中でも十分な戦力だが人を斬ることに対しては躊躇を見せる。また、パックからエルフ次元流を習っている。最初は師弟関係を否定していたが、後に師弟を名乗るようになる。
作中何度かの服装の変更がある。度々上半身裸になるが、細身ながらしっかりとした筋肉を纏った体である。
シールケ
声 - ゆかな / 斎藤千和
霊樹の館に棲む魔女フローラの下で修行を積んでいた華奢で小柄な魔女見習いの少女。師の命でガッツ一行に同行する。見習いながら自分の能力に見合わぬ強大な精霊を幽界から呼び出し、翻弄されかけるなど危うい面もあるが、強力な魔術を使う他、呪物や呪文を使った結界、小動物への憑依、魔除けの護符、念じる事で放たれる火矢、自身の頭髪を媒介とする仲間らとの念話、などの多岐にわたる術を駆使しガッツ一行を援護する。時折本人の意思とは無関係に、その時に触れていた者の意思に憑依し介入、同調することができ、かつ魔法を発動できる。なお、魔法発動時は意識が体から離れ無防備な状態となるため結界か護衛が必須になる。
生真面目かつ優等生的な性格で、思考が魔術的常識に偏りがち。魔道を迫害し、争いも絶えない現世の人間やその社会に否定的でどこか厭世的な感情を抱いている。常に敬語を使い大人びた態度をしており、旅に同行するのは本人の意図するものでは無く半ば強引な成り行きだったこともあって、ガッツ一行に対しても居丈高な態度をとっていたが、旅を通じ新たな視点も得ていき、年齢相応の幼さも見せていく。
衣装は師から譲り受け大事にしている鍔広のとんがり帽子に外套と木の杖と言う典型的な魔女装束。魔法習得を申し出たファルネーゼから「先生」もしくは「御師匠様」と呼ばれ慕われている。旅の途上ファルネーゼ同様ガッツに淡い感情を抱いており、無茶な戦いをするガッツの身を案じつつ協力し、涙を流して警告し諌めている。また、とあるアクシデントでガッツに憑依、狂戦士の甲冑による悪影響を防いだことから、甲冑使用の際に魔法によって意図的に憑依することでナビゲーション及び制御弁的な役割も担っている。
イバレラ
声 - 田村ゆかり / 新井里美
シールケのお目付け役のエルフ。パックと同じく羽精の一族で、羽根に強力な治癒作用のある鱗粉を持つ。他人の恋心を敏感に察知して茶化す一方、横柄な性格であり、パックとイシドロを特に小馬鹿にしている。魔法発動時のシールケの補佐役。
マニフィコ
本名は「マニフィコ・ド・ヴァンディミオン」。フェディリコの三男。ブラージュ支店銀行業務及び商品取引業を請負う。小物で常識人だが、反面目端が利く野心家でもあり、母親曰く若い頃の父親に似てきているという。父に反発し、境遇の似ている妹ファルネーゼに同情を寄せている。ロデリックとは大学からの親友で外洋に大望を抱く仲。
ロデリックとファルネーゼを政略結婚させようとし、それを公の場で発表しようとするが失敗。クシャーン襲撃の最中、ロデリックが妹とその仲間たちを自分の船に乗せて旅立とうとした際、このまま居残っては失態で追及されると危惧し自分も船上の人となる。パックからは「マニ彦さん」と呼ばれ、絶好のからかい相手として目をつけられている。船酔いが酷い。
ロデリック
声 - 神奈延年 (41巻付属ドラマCD)
本名は「ロデリック・オブ・シュタウフェン」。北方の国イースの王位継承権第3位王族にして海軍士官であり艦長職。ガレオン船の舳先に馬の船首像を頂く「海馬号」船長。卓越した指揮力を持ち、1隻でチューダー軍船5隻を打ち負かした経歴などから「航海王子」の異名を持つ。
ファルネーゼとの婚約はマニフィコの企みによるものだが、ロデリック自身は彼女のユニークな気質に惚れ込んでいる。他国の干渉を嫌い、閉鎖的な政策を執る母国に見切りをつけ、マニフィコと共に外洋に目を向け新時代を築き上げようと意気込んでいる。気さくかつ豪胆な性格で、ガッツ一行の乗船を快く引き受ける。
イスマ
ガッツ達が妖精島に向かう途中に立ち寄った島でイシドロ、シールケが出会った少女。ウェーブがかかった髪型をしていて、砕けた口調で喋る。泳ぎが得意で、銛を手に素潜り漁をしながら日々の糧を稼いで生活を凌いでいた。物心付いた時には既に母親は姿を消し、父親との2人で暮らしていたが海馬号到着4年前に父親が他界。以降、島民らから疎んじられ排他的な環境の中、孤独な生活の中で生きていた。病床に臥せった父親が今際の際、過去に人魚と付き合っていたと打ち明け、いつか母（人魚）が娘を迎えに来ると言い残し、看取ったという身の上を語る。島外からの来訪者に興味津々で物珍しさも手伝って自ら積極的に甲斐甲斐しく世話を買って出る。直後「海神」が暴れ出し、その「一部」と化した島民達に襲われたが、ガッツ達の助太刀もあり撃退。同時に自分が島民最後の生き残りであることを確信し、一抹の慚愧の念を感じつつ号泣しながら離島を決意した。
「海神」との戦いでイシドロが船から転落した際、身を挺して海に飛び込み救出を試みる。その時、どこからか聞こえてきた声に促されて自分の「真名」を唱えたことで人魚へと変身。水中に没した彼を助け出し、父が死の間際に打ち明けた「人魚の子」が事実であると確信、直後に「真名」を聞かせた人魚の母と再会を果たし、母と共に現れた大群の人魚と協力して「海神」を討伐し海馬号に同行する。

## 新生鷹の団
グリフィス
声 - 森川智之（少年時代 - 高山みなみ） / 櫻井孝宏（少年時代 - 竹内絢子）
鷹の団および新生鷹の団の団長。超越者ゴッドハンドの1人。ガッツの復讐の旅の宿敵。「鷹の団」においてはその高い理想に付き従う者ばかりの中、ガッツとは入団の件を含めて対等に近い間柄・唯一無二の親友と言える存在だった。
平民出ながら眉目秀麗にして貴公子然としたふるまいを見せる。「白い鷹」の異名を持ち、鷹を模した兜をつけ、純白の外套を羽織り、柄に宝石を埋め込んだ業物のサーベルを愛用する。容姿、知略、剣技、指揮、人望、統率力等のあらゆる面において並ぶ者がないとさえ謳われる天才。時折、子供のような無邪気な言動をする反面、鋭い洞察力と人心を掌握、操作する才能に長けるが支配欲が強く、一度手中にしたものを失いかけると、表情にこそ出ないが激しい執着を見せる。ガッツ曰く「プライドの塊」。
幼い頃から自分が世に生を受けた意味と意義を問い続けており、やがて「自分の国を持つ」という壮大な夢を持つに至って傭兵団「鷹の団」を結成。傭兵時代のガッツと出会い、剣で下して配下に加える。常勝無敗の戦功と、権謀術数を駆使することで出世を重ね、百年戦争終結時にはその戦功をもって伯爵位および「白鳳将軍」の地位を与えられる予定だった。しかし、彼の中で無二の存在となっていたガッツを失ったことで自暴自棄に陥り、その憤懣をぶつけるように王女と密通、事態を目撃した侍女の報告から事が露見し、激怒した国王により反逆者（大逆罪の2を参照）として「再生の塔」の虜囚となり拷問の日々を送る。1年後に鷹の団残党の働きで牢獄から救助されたときには、手足の腱を切られて剣を持つこともできず、舌を抜かれて言葉を発せなくなるなど再起不能となっていた。
自分の現状を知ったグリフィスが、現実に耐え切れず自害を試みたとき、一度紛失した真紅のベヘリット、“覇王の卵”が現れる。自己の中のガッツの存在を問う中において「蝕」が発現。グリフィスは「降魔の儀」において、夢の実現の代償として鷹の団メンバー達、何よりも無二の親友であるガッツを生贄として捧げることをゴッドハンドと約し、第5のゴッドハンド「フェムト」に転生した。
数年後、「蝕」を現世で模倣した「模蝕」によって、フェムトはガッツとキャスカの子を依り代に「降魔の儀」を完成し受肉。グリフィスとしての姿を取り戻し、「触れ得ざる者」「絶対者」として現世に降り立ち、強力無比な使徒らを配下に加え、再び己の国を手に入れるために動き出す。その後は人間の兵と使徒で構成された「新生鷹の団」を率い、ミッドランド正規軍総司令官に就任。ミッドランド王女と婚約し、クシャーンにより占拠された首都ウィンダム奪還の一戦を迎える。ガニシュカと髑髏の騎士を利用し、幽界の扉を開き現世を「幻造世界」へと変える。
ゴドーの鍛冶屋の近くにある剣の墓場でガッツとキャスカ、リッケルトに再会、彼らに決別とも誘いとも取れる言葉を投げかけた（特にガッツに対しては「お前は知っていたはずだ。オレがそうする男だと。お前だけは」と、より意味深な言葉を残している）。
アニメ『剣風伝奇ベルセルク』では第一話で「国の情勢が悪いのはグリフィスってやつがミッドランドの国王になったせいではないか」と民衆が囁きあう描写があり、「蝕」の後、原作とは異なり王としてミッドランドを統治している事が示唆されている。
ゾッド
声 - 内海賢二 / 三宅健太
新生鷹の団幹部の1人。使徒の中でもズバ抜けた戦闘狂で、強者との戦いに最上の喜びを見出す。300年に渡り闘争と殺戮の日々を続け、死んだと噂される度に他の戦場に姿を現すことから、「不死の（ノスフェラトゥ）ゾッド」と異名が付き、傭兵の間では軍神とされている。人間形態は極めて頑健な体格をした巨漢で、身幅が広く刃身の厚い大鉈や戦斧を好んで使用する。
使徒形態は牡牛の後肢と角、獅子の頭部と前肢を持ち、全身を獣毛が覆った悪魔を思わせる容姿の黒い魔獣。任意で蝙蝠の翼を生やし、空を飛ぶ事もできる。使徒の中でも屈指のパワーとタフさを誇り、腕を切り落とされても短時間で接合出来、1人で傭兵300人を殲滅する戦闘能力を持つ。髑髏の騎士とは互いに宿敵（とも）と認め合う。同種、同胞であろうとも行為や目的から逸脱、私利私欲に走る者には容赦無い制裁を加える。
ある城攻めにおいて鷹の団と交戦、ガッツとグリフィスにより深手を負いながらも圧倒するが、グリフィスが所持していた「覇王の卵」を発見したことで得心し、ガッツに死の予言を残し飛び去る。その後、ドルドレイ攻略戦において得物を失ったガッツに自らの大剣を投げよこし、彼の命を救う。また逆賊として黒犬騎士団に追走されていた鷹の団の混戦に乱入してワイアルドにトドメを刺すなど、グリフィスが転生するまでの道程を陰ながら支えていた。一方、当の「降魔の儀」には参加せず外で待機しており（ゾッド曰く「あんな乱痴気騒ぎに興味はない」）、髑髏の騎士と相まみえたが、そこで髑髏の騎士に救われ蝕を生き延びたガッツに対し興味を抱いて見逃す。
その後、何処かの戦場で殺戮を続けていたある日、「光の鷹」の啓示を受ける。この際に左の角を切り落とされて以来、右の角が肥大化して一本角になる。以降はゴッド・ハンド、特にグリフィスに忠実に従うようになり、彼の受肉にいち早く駆けつけて以降、もっとも忠実な臣下の一人として「鷹」の敵対者を殲滅すべく活動している。戦魔兵を率いる事もあり、主に動物の要素が色濃い者や、飛行能力を持つ使徒たちを従えている。
ガニシュカとの戦いでは意図せずガッツと共闘する形となり、ガッツからは「おっさん」と呼ばれるなど宿敵同士でありながら互いに奇妙な親近感を抱いているような描写がある。
強者を求めて各地を放浪していたが、自分と同じ使徒を相手に戦っても満足を得られないらしい。髑髏の騎士やガッツを相手に嬉々として戦い、特に髑髏の騎士は終生のライバルとして認めている。彼自身が使徒であることから、己が超えられなかった絶望の中から這い上がり、なおかつかつて自分が予言した「死の宣告」を覆し、人の身のまま使徒を狩るガッツに対して心の奥底では憧れていることを指摘されている。
ロクス
声 - 中村章吾（テレビアニメ第2作）
「月光の騎士」の異名を持つ戦魔槍騎兵隊隊長。新兵訓練役。新生鷹の団幹部の1人。決まった主を持たず遊歴し、戦場で数々の武勲と御前試合・決闘での無敗ぶりからその異名が付き英雄譚にもなっている生きた伝説の武人だったが、使徒に転生しており、「神託に導かれた」との理由でグリフィスに付き従う。使徒に転生した経緯については今のところ不明。
複数の敵兵の頭部を一度に串刺しに出来るほど長大なランスと三日月の意匠の兜飾りを持つ甲冑を装備し、使徒形態はこれらが融合して金属光沢を放つ人馬一体の姿となる。部下である戦魔槍騎兵隊も同様にケンタウロス様の使徒形態で統一されており、人間態ではそれぞれの姿を模した個性的な甲冑を身に纏っている。なお、隊の指揮下には蝕の際にガッツの腕に喰らい付き動きを止めた使徒、ボルコフがいる。
使徒である自分に「人の世界」での居場所を与えてくれたグリフィスに心酔し、篤い忠誠心を抱く。それゆえにグリフィスを侮辱したり、危害を加えた者を絶対に許さず、グリフィスを侮辱したガニシュカを「上せるな。下種」と罵倒し、グリフィスとの決別のために彼の頬を張ったリッケルトに激しい怒りを燃やす。
グルンベルド
声 - 玄田哲章 / 梁田清之
「炎の巨竜」の異名を持つ新生鷹の団幹部で、特段に大柄な戦魔兵達で構成された巨人兵部隊を率いる。小説「炎竜の騎士」にて、「グルンベルド・アールクヴィスト」という本名と使徒転生の経緯が明かされた。北方民族特有の真紅の頭髪を有し、かつてチューダー帝国の進攻から僅か3,000の兵で10年間北の小国を守りぬき、ゆうに2mを超える人並み外れた巨躯と苛烈な戦い方が異名の由縁となった。戦死したと伝えられていたが使徒に転生していた。
ガッツやゾッドを遥かに上回る極めて巨大な体躯を誇る使徒。人間形態ですでに並の使徒をしのぐ膂力を誇り、巨大な戦鎚と刃や大砲が仕込まれた楯を振るい、竜をそのまま模したような兜と甲冑を身に纏う（使徒に転生する前から戦鎚を得意としている）。使徒形態は鋼玉の結晶を鎧のようにまとう巨大な火竜で、口から灼熱の炎を放つ。武人としての誇りが高くゾッドに対しては謙譲語で接する。生真面目で朴念仁であり、冗談を好まない。
使徒となった自分に手傷を負わせたガッツの事は強敵として評価している。
小説「炎竜の騎士」では、使徒転生前の半生について詳細が語られる。それによると、独自の宗教観が色濃く残る北方の火山島・グラント大公国の没落貴族アールクヴィスト家の子で、両親をチューダーとの戦いで失い、自らも虜囚となり虐待と転向を迫られる4年間を10歳代で過ごす。大公軍に救出されて以降は戦友の女騎士シグル、親友で参謀役であった大公の末子エドヴァルドと共にチューダーと最前線で戦い続けたが、その卓越した武勇と名声はエドヴァルドの嫉妬を生んでいく。チューダーの本格的侵攻を前に、国を売る事を決めた大公はグルンベルドを裏切るようエドヴァルドを差し向け、グルンベルドは全てを失う。死の間際に虜囚時代に入手していたベヘリットが発動、エドヴァルド、シグル、そして旧友の巫女ベネディクテを生贄として使徒に転生し、大公を殺した。
アーヴァイン
新生鷹の団幹部の1人。目に瞳孔が無い代わりに一つ眼のついた奇怪な大弓を携えた、狩人のような格好の痩躯の男。鍔が長い帽子を目深に被っている。元は狩人で単独行動を好み、弦楽器を嗜む。ソーニャとは親しい。
卓越した弓の名手で、同時に幾本もの矢を射て複数の敵を仕留めることができ、かつその矢に射られた箇所が大きく切断される。戦場では弓に長けた戦魔兵達を率いることもある。使徒形態は一つ目の狼のような獣の臀部から半獣人の上体が生えているような異相で、獣の頭部の触角を弓とし、尾の毛から生成した矢をつがえて敵を射抜く。矢は刺さった後、無数に枝分かれし内側から対象を破壊する。
ラクシャス
声 - 野川雅史（テレビアニメ第2作）
新生鷹の団の1人。「夜魔」とも。バーキラカ一族から追放された過去を持ち、3つ眼が描かれた奇妙な仮面をかぶり黒いマントで全身を覆っている正体不明の人物。気配を消し、ターパサの猛攻を軽くかわす体術を持つ。使徒としての姿はボロ布を重ね合わせたかのような不定形の怪物。
「グリフィスの首を己の物にする」という歪んだ欲望のもとグリフィスを護衛する。戦場においては敵の撹乱、残敵や斥候の掃討を主任務としている。ヴリタニスに侵攻してきたクシャーン戦象部隊の巨象に吹き矢を放ち、統制を失わせた。
リッケルトがグリフィスとの決別で彼の頬を張った報復として、背後を取って暗殺しようとしたが、寸前でシラットとターパサに阻止され、面を割られ意気消沈したため一時撤退する。夜になってから使徒の本性を顕わに再び襲撃を仕掛けるも、リッケルト一行の反撃とダイバの加勢に手こずり、再び取り逃がした。
ソーニャ
声 - 南條愛乃（テレビアニメ第2作）
新生鷹の団幹部の1人。「鷹の巫女」としてグリフィスを補佐する少女。クシャーンに占領されたミッドランド都市のシェトで奴隷として連行されていた市民たちの中にいた。たびたび奇妙な振る舞いを見せるため、周囲からは両親を焼殺されたために気がふれたと思われていた。
千里眼や念話、預言等の能力を持つ。その能力と立場上グリフィスに親しく、本人自身も彼に懐き、年相応の少女らしく恋慕の情を抱いている。そのため、シャルロットは面白くない存在であり、しばしば嫉妬しては拗ねてしまう。
グリフィスを「鷹」、自身を「トンビ（鳶）」に例える。普通（主に法王庁教圏）の人間を「アヒル（ちょっとランクアップして「鴨」）」、クシャーンなどの異教徒を「カラス」と呼び、シールケのことは「フクロウ」と例えた。
可憐な容貌と華奢な身体ながら、狂暴な戦魔兵に対しても恐怖心を抱かず対等以上に付き合い、人の死をも平然と扱う。俗世の社会通念や倫理に無頓着で、善悪の規範などに縛られておらず、しばしば非常識とも取れる屈託の無い言動をする。
ヴリタニスではシールケと出会い、自身と同じく浮世離れした立ち位置にいる彼女と意気投合、仲間に誘おうとするも断られるが、いつか再会することを予感している。ガニシュカとの決戦では戦魔兵たちの異形に怯える人々を「愚(バ)かァ」と一喝、共にグリフィスと戦う事を説き、人と使徒が共闘するきっかけを作った。
ミュール
声 - 斎賀みつき（テレビアニメ第2作）
本名は「ミュール・ウォーフレイム」。ミッドランド南方にあるルミアスの若き領主。父のバラガーと兄達はクシャーンとの戦で討ち死にしており、繰り上がりで領主となった身である。剣術に優れた正義漢で、領民を助けるためにクシャーン軍と応戦しようと飛び出した所、その場に現れた新生鷹の団により助けられ、後にグリフィスの配下となる。ソーニャのお目付け役でもあるが奔放な彼女に振り回されている。ヴリタニスで出会ったイシドロとは生まれ育った環境と性格の違いから相性が悪く、非常に不仲。
ジャリフ
新生鷹の団に多数存在するクシャーンからの恭順者の1人。機転が利くために工作部隊に所属し、ラバンらのウィンダム脱出をサポートした。

## ゴッドハンド
ボイド
声 - 石塚運昇 / 小川真司 / 稲垣隆史（『ベルセルク無双』）
ゴッドハンドの主導者的存在で、「天使長」とも呼ばれる。肥大化した脳髄が露出した頭部、削がれた耳に、口の周りの皮膚が糸で引き剥がされ、鼻腔と歯茎、顎部が剥きだしになっており、更に瞼を糸で縫い合わせられた異様な容貌を持つ。全身を羽織っている外套から出た両碗は異様に長く、手の指は6本あり、各指の関節は人よりも1つ多い。降魔の儀は主に彼が執り仕切って執行される。
空間を歪曲させる能力を持ち、髑髏の騎士による一撃の切っ先を空間を捻じ曲げて撥ね返した。
髑髏の騎士はゴッドハンドの中でも特に彼を宿敵と目している。
スラン
声 - 田中敦子 / 沢城みゆき
触手の様な頭髪と蝙蝠状の翼を持ち、胴体部に装着したコルセット状の外皮を纏うだけの半裸身という姿で、妖艶な肢体を持つ美女然としたゴッドハンド。髑髏の騎士から「胎海の娼姫（はらわだのしょうき）」と呼ばれる。ゴッドハンドの中では比較的人間に近い外見をしている。淫魔でもあり、サバトの炎の中に影として現われた。
蝕を生き残り、使徒達に並み外れた憎悪と執念を抱き彼らを狩り続けるガッツは、元々ゴッドハンドの間でも評価が高い（辛辣な評価を下したのはフェムトのみである）が、彼女はその中でも特にガッツに執心しており、「あの子（=ガッツ）が私たちの仲間になれば最高でしょうね」とガッツの眼前で言ったほど（ただし「因果律から外れている。仲間になれん」とコンラッドに返された）。「闇の領域」（クリフォト）の深部、「闇の子宮」に臓物の集合体で出現した折には、跳躍して大上段で斬り付けようとしたガッツが途中で墜落するなど、慣性の法則を消滅させると思われる能力が描写されている。ガッツの甲冑を破壊して一方的に嬲るも、仕込み大砲により胴体部に一撃を食らった直後、「ドラゴンころし」により下腹部を貫かれ、「また会いましょう」という言葉を残し、闇のクリフォトから姿を消した。
ユービック
声 - 茶風林 / 同左 / 田中完（『ベルセルク無双』）
眼に眼球の代わりに眼鏡のような物を埋め込まれた短躯のゴッドハンド。空中を跳ね回り、饒舌で常に嘲笑的な態度をとる。両手を祈りのポーズのように組んでいることが多い。時空を操って過去の映像を再現したり、深層意識の心象を再現する能力があり、現世の人間に「闇を切り裂く光の鷹」の夢を送っている。
コンラッド
声 - 西尾徳 / 小山力也
甲虫のような背中と畸形の胎児のような奇怪なフォルムを持つゴッドハンド。ユービックと同じく両手を組んでいることが多いが、彼とは対照的にゴッドハンドの中では最も寡黙。蝕ではグリフィスが転生を行うための祭壇を作り上げた。ガッツが魔に転生する因果律の範疇に無いことを示唆する言葉を口にしている。現世では疫病を運ぶドブネズミの集合体として現れた。
フェムト
声 - 櫻井孝宏（『ベルセルク無双』）
グリフィスが鷹の団を贄として奉げることで転生した最後のゴッドハンド。「渇望の福王」「闇の鷹」と呼ばれる。人間時代に身につけていた鷹の頭を模した兜をそのままに被り、漆黒の外皮を纏い、マント状の黒い翼を持つ。空間を質量化させる能力を持ち、砲弾を弾き、手をかざした前方の空間に存在する物質を握り潰す。蝕の数年後、ガッツとキャスカの間に出来た「幼魔」を取り込み、グリフィスの肉体を纏って現世に降り立つ。
魔の源形（イデア）
深淵の最深部に潜む運命を司る存在。人々の心の深部にある共有意識の領域から生まれた望まれし存在で、見た目は無数の目の付いた巨大な心臓で、下部は遺伝子のような二重螺旋構造をしている。神らしく威厳のある物言いをし、自身の本質を包み隠すことが無い。グリフィスがゴッドハンドに転生する際、その意識下でグリフィスと接触し、彼の望むものを与えた。
出版時のヤングアニマル誌での登場回（コミックス13巻に収録された『深淵の神』の2回目分）は、物語の根幹に関わるエピソードであったために単行本では欠番扱いとなっている。

## 使徒
盗賊団首領
声 - 徳丸完
コカ城を根城にして盗賊を率い、領主を脅して人質（エサ）を要求していた。人肉食や虐殺を好む残酷な性格。人間形態は蛇を象った不気味な甲冑を纏い、三日月斧を武器とする。使徒形態は手足と蛇の頭を持ったコブラに変身する使徒。使徒を追って使徒狩りをしていたガッツと戦い圧倒せんとするも、大砲を撃ち込まれてドラゴンころしで胴体を切り裂かれ、さらに頭部に何本も矢を打ち込まれ焼殺。「蝕」の直前に森を歩き回っているところを住民に目撃されている。TVアニメ版では、設定が首領から領主（エンディングクレジットではヘビ男爵と表記）に変更されており、ベヘリットを首にぶら下げている他、矢を打ち込まれた際に「助けてくれ」と懇願するも「同じことを言った人間に貴様は何をした」とガッツに一蹴される場面が追加されている。
伯爵
異端査問委員会を利用し邪教徒と称して巡礼者らを捕えては処刑し、人肉を食していた地方領主。テレジアという名の愛娘がいる。人間形態は脂肪の塊のような肥満体が特徴。元々の体格は逞しく、領民の利益を優先し外敵には冷酷に振る舞う勇敢かつ精悍な騎士であり名君でもあった。しかし、妻が邪教の信徒であることを知り、激情に駆られその場にいた他の信徒達を皆殺しにするが、妻に向けた剣を振り下ろせない己に気付き、またそれを見透かされたことに絶望する。だが伯爵の絶望した心が、その場にあったベヘリットからゴッドハンドを召喚。伯爵は妻を贄として捧げることで使徒に転生した。
使徒形態は巨大なナメクジ状の姿。体の一部分を配下の人間に寄生させて使徒もどきとして使役していた。ガッツと死闘を繰り広げ追い詰めるが、途中で現れたテレジアを人質に取ったガッツに頭部を切り飛ばされて敗北、死の淵に瀕する。しかし生への執念により再度ゴッド・ハンドを召喚。ゴッド・ハンドは娘テレジアを生贄とすることを要求するが、生と死の狭間で娘の姿を見た瞬間、伯爵はかつての人間としての誇りを取り戻す。彼は娘を生贄に捧げることを拒み、それによって因果律の糸が切れ、伯爵は虚無に引きずり込まれた。作中でゴッド・ハンドを2度召喚したのが判明しているのは彼のみである。
「蝕」の前夜祭でロシーヌと共にリッケルト率いる鷹の団別働隊を襲撃し、「蝕」の際にはピピンの亡骸を咥えていた使徒でもある。
死後、彼のベヘリットはガッツの手に渡り、パックの抱き枕「ベッチー」となっている。
ガッツが最初に倒した使徒
声 - 飛田展男
蝕から生還したガッツが旅立つ日にガッツの目の前に現れた男。非常に臭覚の強い男で、蝕を脱したガッツを追ってきた。使徒形態は豚に似た姿をしている。ガッツとの戦いで、頑丈な肉体からガッツの剣を破壊させる事に成功するが、その後不意打ちの義手の大砲を喰らった後、ドラゴンころしを見つけたガッツに真っ二つにされて死亡。
TVアニメ版第2作では設定が変更されて「飼育係」（エンディングクレジットより）という名称で登場。元はとある館の主の犬の飼育係だったが、日ごろから主からいじめを受け、それをかばってくれた主の娘にも裏切られた際に絶望して娘を生贄にして使徒に転生した、という過去が描かれている。尚、こちらでの原作において彼が登場するシーンでは、原作の蝕でジュドーとキャスカを追い掛けていた使徒が代わりに登場している。アニメの登場はTV版第二作のみ。
ロシーヌ
「霧の谷」に住む使徒。人間形態は斑色の髪をした少女の姿。使徒形態が2段階に分かれており、第1段階では目が昆虫のようになり、髪が巨大な蛾の翅になり、背中に蜂の腹部のようなものが生えた姿、第2段階では巨大な蛾の姿になる。飛行能力が高く、巨大な蛾の姿の時は超音速で飛行することが出来る。人間時代はジルの姉的存在で、妖精の物語を自分の身になぞらえる夢見がちな少女だったが、それは自分の出生に対する父の疑念からくる家庭内暴力の絶えない家庭からの逃避でもあった。ある夜発作的に妖精の谷に向かうが、そこで自らの所詮夢に過ぎない空想への諦観にとらわれる。心配して探しに来た両親を見て思慕の情にかられるが、ロシーヌを案じる母とは対照的に冷たい罵声と暴力を振るう父親を見て絶望する。その時所持していたベヘリットが呼応し、両親を生贄に奉げることで使徒に転生。その後は、霧の谷に理想の楽園を作り上げるために街の子供を攫い、繭の中で蜂を基調とした妖精もどきに変身させ、大人は昆虫型の使徒もどきとして使役していた。自分の楽園を破壊したガッツと死闘を繰り広げ、巨大な蛾の姿に変身し、吻を伸ばした高速飛行で、ガッツごとドラゴンころしを弾き飛ばす体当たりや超音速による衝撃波などを駆使してガッツを追い込むが、油断した隙を突かれる形で大砲を打ち込まれ、最後はドラゴンころしで体を切り裂かれ、半死半生となる。死の間際、自分の両親への思いと愛情、そして謝罪を想いつつ空を飛び、死亡する。
「蝕」の前夜祭では使徒もどきを率いて伯爵と共にリッケルト率いる鷹の団別働隊を襲撃した。
完璧な世界の卵
声 - 吉野裕行
自身が何者なのかすら知らず、名前が存在したのかどうかも不明。物心ついた時から聖地アルビオンのゴミ溜めで暮らし、ある日そこでベヘリットを拾う。誰と会うことも無く断罪の塔を仰ぎ見て、自分が掘った穴を住処として暮らしていた。しかしその住居を拷問で死亡した者の墓穴とされ、遺棄された死体に埋もれ意識を失いかけていた時に現れた5人の天使に「完璧な世界（の孵化）」を望み、代償に「この世界」を捧げた。卵形の本体に人の足がついたベヘリットを擬人化したような姿をしており、本体の殻は透過していて光を透かすと脊髄と肋骨が見え、舌に生贄の烙印を持つ。「居場所」では無数の死体や蝋燭を並べ、僧侶の皮と骨で作った神像を作っていた。また、動きが素早く、塔の壁面を駆け上がる脚力を持つ。針が付いた触手で「望む者に望む力を与える」能力を持ち、山羊の頭を被っていた男や、モズグスとその弟子全員を使徒もどきに変えた後、髑髏の騎士に追われ負傷。途中で息絶えかけていた幼魔を見つけて飲み込み、グリフィスを孵化して割れた。
使徒ではあるが、崖から落とされたヨアヒムを助けたり、ルカに最期の言葉として自身の身の上を語ったりした他、割れる直前に「私も彼（モズグス）に出会えていればこうはならなかっただろうか」と独白するなど、随所で人間らしさを垣間見せている。アニメでの登場はTV版第二作のみ。

## 鷹の団
ジュドー
声 - 石田彰 / 梶裕貴
多才で目端が利き、鷹の団では参謀としての役割を果たしていた。非常に器用で、二刀のカトラスを使いこなす。特に投げナイフを得意とし、百発百中の腕前を誇っていた。ガッツが扱う投げナイフの技術はジュドーから教わったものである。器用であるが、あらゆる物事において一番にはなれなかったというコンプレックスを持つ。そのために彼は一番になれそうな人物の下に付き、叶わぬ夢を果たそうとグリフィスに託す決意をする。
入団前は旅芸人の一団に属していた。密かにキャスカへの恋心を抱きながらもガッツに想いを寄せるキャスカの心情を察し、身を引いていた。蝕に際しては最後までキャスカを庇いながら奮闘するが、彼女への告白は果たされぬまま使徒の手に掛かって息絶えた。
ピピン
声 - 天田益男 / 藤原貴弘
鷹の団幹部の1人。鷹の団随一の巨漢。蒙古系を思わせるような容貌と髪型をしている。寡黙ながら思いやりに溢れる。モーニングスターやウォーハンマーを愛用。
かつて鉱山で働いていた過去を持ち、グリフィス救出行ではその知識を生かして一行の命を救った。「蝕」の中で、ジュドーとキャスカを庇いつつ複数の使徒の手にかかって絶命、その後背中から内臓を貪られ、伯爵の手によりガッツの目の前で死体を真っ二つにされた。
コルカス
声 - 西村朋紘 / 松本ヨシロウ
鷹の団幹部で千人長の1人。かつては10人程度の盗賊団団長だったが、ある日グリフィスに敗れ、鷹の団の傘下に入る。入団前のガッツから金を巻き上げようと襲撃したが失敗し、その腹いせにグリフィスに敗れたガッツをここぞとばかりにいたぶろうとするなど、ハイエナ根性の持ち主。結果的にガッツ入団のきっかけを作った。
ガッツを襲撃した際に2人の部下が死傷させられた事を根に持ち続けたため、彼を一方的に嫌っており、何かにつけて勝手に突っかかっていた。その態度を周囲に咎められても改めようとせず、良くも悪くも本音で接し続けた。現実主義者で夢や理想を嫌い、故に現実離れした理想を叶えてきたグリフィスを特別視しており、彼に並ぼうとするガッツを最後まで認めなかった。しかし、ガッツが鷹の団の一員である事は最低限認めており、彼がボスコーンを討ち取った時のように、ある程度肯定的な反応を示した事もあった。
「蝕」では女性型の使徒の手にかかって殺される。この使徒は第1巻の第1話冒頭に登場しガッツに殺されている。
ガストン
声 - 川中子雅人 / 矢尾一樹
ガッツの部下で鷹の団切り込み隊副隊長。気さくで人情に厚く、器用で縫物などが得意。百年戦争終了後、念願だった仕立て屋を開くが、鷹の団の受難を知り復隊する。彼を含めた切り込み隊隊員はグリフィスよりもガッツを尊敬し慕っており、グリフィス救出後はガッツと共に行動を共にする事を宣言していた。
「蝕」での混乱の最中に左腕を失いながらもなんとかガッツに会い、会話の中で心境を語るが、使徒の手に掛かって頭を破裂させられ死亡。
劇場版アニメでは最後の会話の部分がカットされ、ガッツが発見した時には既に死亡していた。
リッケルト
声 - 矢島晶子 / 寿美菜子
鷹の団メンバーの1人。童顔で小柄な少年。ボウガンの名手でジュドーに劣らぬ器用さを持つ。グリフィスを尊敬し憧れており、ガッツ入団後はガッツも同様に慕う。グリフィス救出の際、負傷していたため別働隊として宿営地に残り、使徒の襲撃を受けるが、髑髏の騎士に救われ生き残る。最後まで鷹の団にいた団員の中で、別働隊として動いていたことが幸いして唯一「蝕」に遭わずに生き延びた。この際妖精の姿をしたロシーヌを目撃したことで、パックを始めとした羽精に対し若干の恐怖感を持っている。鷹の団全滅後は身を寄せた鍛冶屋ゴドーに弟子入りした。これは復讐の旅に出た際にガッツが持ち出した装備品の代償およびキャスカの介護のためでもあったが、その後、2年に渡る修業の中、練習も兼ねたとはいえ近隣の丘に鷹の団メンバー全員の墓標代わりの「剣の丘」を立てる。ガッツの左腕の大砲を仕込んだ義手や炸裂弾も彼が製作したものである。
ゴドーの死後は、その跡を継いで鍛冶屋になりエリカと共に暮らしていた。そこへ突然現れたグリフィスとの再会に喜んだのも束の間、ガッツの告白によって鷹の団の最期を知り、動揺する。
世界が幻造へと変わって以降、魔物が跋扈する中で山奥の一軒家に暮らし続ける事も不可能となり、エリカと共に難民と合流してファルコニアに辿り着き、その威容に感嘆するが、新生鷹の団の主力である戦魔兵の存在に戦慄する。生まれ変わったグリフィスと改めて対峙し、その頬を張って決別を宣言するが、これがグリフィスを崇拝するロクスの恨みを買うことになり、ラクシャスに付け狙われる。ラクシャスに背後を取られて殺される寸前でシラットとターパサに救われ、グリフィスの情報を得ようとしているシラットの誘いに応じ、ファルコニアに隠れ棲んでいたダイバと一緒にバーキラカの隠れ里を目指して旅立つ。

## ミッドランド王国
国王
声 - 大木民夫 / 勝部演之
ミッドランドを統べる国王。家臣と領民を第一とする「尊厳王」と呼ばれる名君で、平民出身のグリフィスら鷹の団を重用していた。常々国王であるという重責を感じており、名君ではあるが「良い個人」にはなりきれてはいなかった。王女であり実の娘であるシャルロットを愛でているが、グリフィスが娘と姦淫に及んだことを侍女の密告で知らされたため、彼に激しい憎悪を持ち、尋常ではない拷問を命じる。後、精神が不安定なままにシャルロットの部屋を訪れ、欲望に突き動かされて実娘を陵辱しかける。しかし激しい拒絶を被った上に一目会うことすらも徹底して拒まれ、何ら生き甲斐の無い最中、心の拠り所を失う。
鷹の団によるグリフィス救出後、当団殲滅に異常な執着を見せ、狂人のような雰囲気を漂わせていた。その為、せっかくの対外戦争終結という好機を迎えながらも国政を戦後復興へと切り替えることなく、数年に渡り国軍の7割を使って鷹の団を探索するなど、国家の安寧を無視した命令を下し続け、これがミッドランド王国の決定的衰退に繋がる一端となった。疫病が蔓延する中で自身も病に臥し、朦朧とした意識の中で、玉座の前で「光の鷹」にシャルロットを連れ去られる幻影を見、グリフィスへの憎悪と狂気にとらわれることではじめて「玉座」という牢獄から「一人の人間として」開放されることができたと悟りながら崩御。
シャルロット
声 - 白鳥由里 / 豊崎愛生
本名は「シャルロット・ベアトリックス・マリー・ルホディ・ウインダム」。ミッドランド王女にして第1王位継承者。文字通りの内気な箱入り娘で、武張った軍人が苦手で王族としての自覚に少々欠けている。国王にとって愛娘であったが彼女自身は父を疎ましく思い、平民出のグリフィスに惹かれて彼を思い慕うようになるが、密通を父に咎められて城に半ば幽閉される。後、一時の屈辱と劣情から手を掛けられた為、実父である国王と会うことすら拒絶するようになる。
繊細でたおやかな姫君ながら、グリフィスへの思いは深く、ガッツらによるグリフィス救出に自ら協力し、彼らが逃げ延びるために人質となることも辞さなかった。
国王崩御直後の混乱で生死不明となるが、クシャーン大帝ガニシュカによって「再生の塔」に軟禁されていた。ガニシュカに婚姻を強要されるが、新生鷹の団の手により脱出、そのまま身柄を保護され、現在はファルコニアの主となったグリフィスと婚姻を誓い合う身となる。
アンナ
声 - 竹内絢子
シャルロットの侍女で女官。常に王女の身を案じ、傍に付き従っていて、塞込んでいたシャルロットが入室を許した唯一の人間。成り行きでシャルロットと共にグリフィス救出作戦にも加担することになった。シャルロットと共に新生鷹の団に身を寄せており、戦の間の慰めにと、シャルロットに自分の故郷の味である焼き菓子の作り方を教えた。
王妃
声 - 沢田敏子
前王妃が亡くなった後に嫁いできた国王の後妻。シャルロットの継母にあたるが、性格は孤高を通り越して冷酷過ぎるほどで民や傭兵に対して「下賤の者」と彼らの眼前で平然と罵る貴族主義者。国王から愛を向けられず、空閨を慰めるためにユリウスと密通した。フォスからグリフィスがユリウス暗殺の犯人と知らされ、その怒りからグリフィス暗殺計画の首謀者となる。しかし事前に計画を見破っていたグリフィスによって計画を逆手に取られた揚句、暗殺を企てた重臣共々屋敷ごと焼殺される。
劇場版でも登場はしているが、台詞もなく目立った活動はない。
前王妃
国王の前妻であり、国王が唯一愛した人物であるとされる。シャルロットの実母であり、肖像画に描かれた姿はシャルロットに酷似。グリフィスがシャルロットに会った頃には故人であった。遺品に天然磁石の御守り。
ユリウス
声 - 水野龍司 / 小山力也
国王の弟で第2王位継承者。ミッドランドの二大騎士団の1つである白龍騎士団団長で「白竜将軍」の異名を持つ。王妃の愛人。軟弱な息子のアドニスを立派な跡継ぎにするために厳しく接する。典型的な貴族主義者で、グリフィスのことを「平民出の成り上がり者」と激しく嫌い、国王や周囲のグリフィスへの評価が高くなると嫉妬が高じて、なおさらグリフィスへの憎悪を募らせ、近々自分と同じ地位になるであろう事態を危惧。フォスに唆されてグリフィス暗殺計画を首謀したが失敗し、報復としてガッツに暗殺される。
原作とTVアニメ版では、ガッツはユリウス暗殺時にいつものだんびらを使用していたが、劇場版では「剣で身元が特定される」という理由から普通の剣に変更されている。
アドニス
声 - 不明 / 水間まき
ユリウスの息子で国王の甥。第3王位継承者。気弱で華奢な美少年。母を亡くし、父のユリウスからまっすぐな愛情を受けずに育った彼に、ガッツは幼き日の自分と養父のガンビーノの関係を重ねていた。将来は白龍騎士団団長となるはずであり、シャルロットとの婚姻により王位を継承する可能性もあった。不運にも暗殺の現場に偶然居合わせ、反射的に反応したガッツに口封じで殺害され、その幸薄く短い生涯を終える。咄嗟だったとはいえ、年端もいかぬアドニスを斬ってしまった事はガッツにとって大きな衝撃であり、この直後に聞いたグリフィスの言葉も相まって、自身の在り方を問い直す切っ掛けとなった。
ハッサン
声 - 松岡文雄 / 有川博
ユリウスの執事。アドニスの養育を担っている。ユリウスが息子であるアドニスに厳しい特訓を課す事に難色を示し憂いていた。アドニスが死亡したときは涙を流しながらその生涯に同情し、逃げた刺客（ガッツ）を討つよう兵達に命じた。
フォス
声 - 辻村真人 / 西村知道
ミッドランド内務大臣。心理的な駆け引きに長じた人物で宮中で様々な権謀術数を駆使し、宮廷闘争を影で操ってきた狡猾な人物。グリフィスが武功を認められて貴族として列せられた時、旧守派に根回しつつユリウスや王妃らを唆し、グリフィス暗殺計画を練る方向に誘導していた。しかしそれをグリフィスに看破された上に娘のエリーゼを人質に取られたため、粛清に荷担させられる。以来グリフィスに対しては畏怖を感じ、一切の権勢欲を捨てて宮廷闘争から身を退く。
国王が崩御しクシャーンが侵攻してきた後は、ミッドランドの残党を率いて抵抗組織を編成。国王が崩御する前からグリフィスの帰還を信じ、再会した時には崇拝と言っていい程にグリフィスに傾倒するようになっている。
TVアニメ版では原作通りの役回りで登場するが、劇場版では登場せず。
ラバン
声 - 大川透 / 大塚芳忠
ミッドランド王国アークロー騎士団団長。不利な戦に於いても冷静に戦力分析が出来、堅実で思慮深い人物。オールバックの髪とラウンド髭が特徴。グリフィス捕縛の命を受けて行方を追っていたが、疫病や災害で荒廃した領土と領民を目の当たりにし、王の変貌と任務の目的に疑念を抱き、国の行く末を憂慮する。
クシャーン占領下の王都ウィンダムへ潜入、フォスから実情を知り、クシャーンに連行され捕囚となったウィンダム市民を救出すべく脱出作戦を行う。全てを見通すかの「鷹」の啓示に少々の困惑と畏怖を抱いている。
オーウェン
声 - 坂東尚樹
ミッドランド王国トゥーメル騎士団団長。国への忠義に厚い人物。ラバン同様、国の将来を憂えている。
ヴリタニスの舞踏会でミッドランド諸侯同士の諍いを仲裁。国の危機に際しても保身に走る諸侯を見て団結を呼びかけるも、王家なくして国の存続は不可能と断られる。ヴリタニスに現れた新生鷹の団に合流。ラバン同様グリフィスを高く評価しているが、盲目的とも取れる周囲の熱狂に違和感を禁じえないでいる。
ワイアルド
声 -千葉繁 （『ベルセルク～快進撃！怒涛の傭兵団～』）/ 河本邦弘（『ベルセルク無双』）
ミッドランド王国でも「ミッドランドの恥部」と呼ばれ忌避される囚人部隊「黒犬騎士団」の団長。原始人の様な風貌をしており、全身は真っ黒な剛毛に覆われている。騎士団結成の際、団長の座を巡って同じく囚人であったバーボと争ったが、瞬時にバーボを吹き飛ばして尖塔に串刺しにし、その絶大な腕力と残忍さをもって囚人部隊を恐怖で支配して団長となった。
ミッドランドから逆賊として追放された鷹の団を追う際、鷹の団が立ち寄った村を訪れて村人たちを虐殺し、村娘を陵辱の末に串刺しにするなど、残虐極まりないことを平然と行なっていた。
「エンジョイ&エキサイティング」「死を恐れていたら人生楽しめない」を理念とし、それを部下にも強いているが、その自信はあくまでも使徒ゆえに持つ人間を超越した力からくるものである。人間形態はゾッドに匹敵する体格をしており、使徒形態は肩部と胸部に合計3つの眼と1つの口を持った大猿型の怪物に変身する。
村人たちを虐殺した後、鷹の団に追いつき交戦、部下を壊滅させられるも使徒としての姿を顕す。そのまま鷹の団を圧倒するも、頭頂部の本体の再生能力が低い事に気づいたガッツがフェイントを用いた奇襲という必死の反撃を敢行し、急所の首を破壊される。瀕死の状態に陥り、生への執着と死への恐怖から、グリフィスを人質にとり、彼のベヘリットでゴッド・ハンドを呼び出そうとするが、乱入してきたゾッドにより体を真っ二つに折られて死亡した。使徒としての魔力が抜け落ちた後に残されたその正体はやせ細った小柄な老人の死体で、ガッツたちを驚愕させた。
なおTVアニメ第1作では黒犬騎士団自体が普通の追手の騎士に差し替わったため登場せず、劇場版でも登場がカット。映像作品としては2016年のゲーム『ベルセルク無双』が初登場となった。
拷問官
声 - 青山穣 / 茶風林 / 田中完（『ベルセルク無双』）
ミッドランドの牢獄の獄長。小柄で、醜悪な風貌と性根の持ち主。国王から引き渡されたグリフィスに、1年間にわたってありとあらゆる拷問を加え、再起不能にする。その後ガッツたちがグリフィスの救出のために牢獄を訪れた際に彼らを独房に閉じ込めることに成功するが、軽率な挑発がガッツの怒りを買い独房の扉ごと身体を貫かれ、舌を切り落とされた挙句、「再生の塔」の縦穴へ落とされて死亡する。TVアニメ版では口調、容姿共に原作とは異なる姿になっている。

## チューダー帝国
ゲノン
声 - 大木正司 / 矢尾一樹
北方戦線総司令官総督。元は一地方貴族に過ぎなかったが、莫大な財力でこの地位にまでのし上がりドルドレイ要塞に総督として赴任。衆道家であり、何人もの美少年を色子として侍らせている。まだ駆け出しであった鷹の団の消耗戦回避と戦費を欲したグリフィスと一夜を過ごしたことがあった。後のドルドレイ要塞攻防戦では敵対する立場になるが、最優先事項としてグリフィスの身柄確保に執着している。しかしグリフィスの身柄に執着しすぎたため自ら親衛隊を率いて戦場に赴き指揮系統を混乱させ、惨敗の要因となる。最期は潰走したチューダー軍に置き去りにされ、グリフィス自身の手で討たれた。劇場版では親衛隊が直属の蛇蠍猛攻騎士団となっており、グリフィスの身柄確保のために味方の将軍をも謀殺するなど指揮系統を混乱させる描写が更に増している。
ボスコーン
声 - 沢木郁也 / 菅生隆之
チューダー帝国最強と謳われる紫犀聖騎士団団長。兜に犀を象った重厚な甲冑を纏い、長大な槍斧を操る猛将。最強不敗の英雄として世界中に勇名を馳せており、ドルドレイ城塞に将軍として駐屯。ミッドランドの軍勢を正攻法で正面から堂々とぶつかる戦法で迎え撃ち、ドルドレイ城塞攻略にあたったミッドランド二大騎士団の一つ、白虎騎士団を緒戦で壊滅させた。戦場の指揮に口を出す上官ゲノンを快く思っていなかった。第二陣となった鷹の団との戦いの中でガッツと一騎討ちをし激闘の末ガッツの剣を折り飛ばして追い込むが、ゾッドが遥か遠方から投げ込んできた大剣を振るったガッツに乗馬諸共に首を切断され敗北。ボスコーンの敗北と鷹の団別動隊による要塞の陥落により、チューダー軍は恐慌に陥り潰走した。劇場版ではゾッドの部分と剣が折れる部分がカットされており、決着の内容は「助太刀するもあっさりと斬られた味方が持っていた旗槍を投げて、一瞬の隙を作った隙に斬る」という展開に変更されている。
アドン
声 - 玄田哲章 / 小山力也
青鯨超重装猛進撃滅騎士団団長。チューダーの名門「コボルイッツ家」の長男。自称「不死身の智将」「不死身男爵」。何かというとコボルイッツ家に代々ウン百年伝わるという仰々しい技の口上を述べるが、ほとんど役に立たず、ギャグキャラクターとしての色合いが強いものの、三叉槍やコルセスカを愛用する槍術の達人であり、鷹の団の平騎士程度では歯が立たない（キャスカも体調が万全でなければ敵わないほど）。また、激怒していたガッツと戦い顔面に重傷を負うも命は助かるなど、防御力・生命力も頑強である。鷹の団と戦闘を繰り広げ、ガッツの百人斬りの場に居合わせた。ガッツへの私怨を晴らすために兵を動かした挙句に傭兵100名以上を討ち取られたため、将軍のボスコーンから厳しい叱責を受けドルドレイ城塞攻防戦時には指揮権を剥奪される。青鯨超重装猛進撃滅騎士団と共に要塞の留守居役を命じられていたが、グリフィスの策により堡塁に侵入していたキャスカの一隊と遭遇。迎撃するもキャスカに圧倒されてしまうが、土下座して謝ったフリをして、油断したキャスカにしびれ薬を塗ったボウガンの矢を放って形勢逆転するが、最後は急接近したキャスカに口ごと顔を真っ二つに斬られ戦死した。
劇場版ではガッツの百人斬りの際に気絶して捕虜にされていた。キャスカ率いる鷹の団別動隊の一部はアドンを連れ帰った部下を装ってドルドレイ城塞に潜入するも、隙をみて武器を奪いキャスカに戦いを挑む。ここでは謝ったフリをしてボウガンを放つところも、騙し討ちをしてキャスカの剣をへし折るという展開に変更されており、こちらの最後は、突きつけた槍を握られて急接近され、腰に差していた自分の剣をキャスカに奪われて口から喉を貫かれ死亡という展開になっている。
サムソン
声 - 青山穣
青鯨超重装猛進撃滅騎士団副団長。アドンの弟。チューダーの名門「コボルイッツ家」の次男。巨体を覆う鎧は厚みが通常の3倍あり、水牛の頭蓋骨をも粉砕する鉄球を振り回す。しかしガッツに鉄球を破壊され、直後の反撃で盾ごと頭を割られ死亡。劇場版では未登場。
また、CR版では、原作には無いジュドーとの対決が収録されている（ジュドー側の台詞などはバーキラカ戦のものになっている）。
ギーエン
声 - 立木文彦 / 江上真悟
黒羊鉄槍重装騎兵団団長。大勢力を誇る騎士団を率いており、その突撃はミッドランド軍を圧倒し、本陣にまで迫る勢いをみせる。ミッドランド国王に「チューダーの黒い悪魔」と言わしめるも、切り込み隊長であるガッツに一騎駆けを仕掛けられた上、鷹の団に制圧され、自身もガッツに斬られた。副長（声 - 乃村健次）がいる。
原作とTVアニメ版第1作では名前は不明だが、劇場アニメで名前が設定されている。
副将
声 - 斎藤寛仁
映画オリジナルキャラクター。ボスコーンの副将で眼帯をつけている。グリフィスを予測し難い脅威と看做したボスコーンの命令で、鷹の団との乱戦中にグリフィスを背後から討ち取ろうとするが、途中でゲノンに気づかれてしまい、横から不意討ちで首をはねられて戦死した。

## クシャーン帝国
ガニシュカ
声 - 玄田哲章（『ベルセルク無双』）
「恐帝」の異名をもつクシャーン帝国大帝。豊かな口髭を蓄え、尊大にして傲岸不遜。幼い頃から王宮の陰謀劇の中を生き延びるために父、母、弟をはじめ一族・家臣を葬り続け、暴虐を尽くし乱世を切り抜け地上最大の帝国を築き上げた。その後、息子に命を狙われ、死の寸前でベヘリットが発動。息子を生贄に捧げ使徒に転生した。天下に覇を唱える野心に取り憑かれながらも、心の奥底の一部では真に渇望する心の平穏を求めるも手に入れることの出来ない生と世界に絶望しきっていた。
グリフィスの下に馳せ参じるという使徒の欲求を自身も感じていたが、地上を制圧するという欲望が勝り、あえてグリフィス達と敵対する道を選択。ヴリタニスにおいて諸侯達に対し宣戦布告を行う。グリフィスと敵対するだけあってその力は強大。使徒形態が霧状の体であるため物理的な攻撃は受け付けず、霊的な力でなければ傷1つ負わせることは出来ない。霧になった体は空を覆う大きさにまでなり落雷攻撃を行う。しかし、強風下では形の維持が困難になり存分に力を振るうことは不可能となる。
ガッツを簡単にねじ伏せゾット率いる使徒の軍団をも単独で蹴散らした。ゾットとガッツに弱点（幽体の存在部位）の額を攻撃されたことからその場からは撤退したがダメージは額に傷を負ったぐらいである。
グリフィスと直接対峙した際には、声と容姿だけでクシャーン総力をもってしても彼一人の力に到底及ばないと使徒の本能で悟ったガニシュカは、自身を魔子宮で再転生させて使徒を凌ぐ力を得ようと試みる。
終わりの魔獣
再転生したガニシュカ。天を衝く巨体と、自身の顔を幾重にも重ねたような頭部と無数の腕を持つ「末神」「魔界そのもの」と称される異形の魔神と成った。理性や自我さえも曖昧になりつつあり、歩くだけで巨大な穴を地面に作り、その跡からは無数の魔物が生まれてくる。世界の理が終わる存在となり魔都となったウィンダムで自ら新生鷹の団を迎え撃つ。フェムトと対峙し自らの心中を語り自らの渇望をフェムトに見出し、髑髏の騎士を利用したフェムト（グリフィス）により光と消えた。消滅と同時に世界の理が破壊された。
ダイバ
妖術師長兼妖獣兵団（ピシャーチャ・ガナ）団長の老魔術師。「仙将（パラマリシャ・センアーンイー）ダイバ」の異名を持つ。「大魔道帝国」建国を悲願とし、ガニシュカの右腕として活躍する。水を元素霊とする呪術攻撃を得意としており、発動時には空中に浮遊しながら座している。ヨガを体得しており、水中で長時間にわたり息を止めることも可能。ガニシュカが転生するのに使用したベヘリットは彼が献上したもの。ヴリタニス襲撃の際に港湾でガッツ一行と交戦、魔法と魔法の武具で武装した「狂神の戦士」（ガッツ、シールケ）と「風神の戦士」（セルピコ）によって手酷い惨敗と損害を蒙る。魔子宮の製作者で、魔子宮に身を投じ怪異な姿と成り果てた主人ガニシュカの姿に恐怖し狼狽する。戦後はファルコニアに落ちのび、ルカが管理する宿の厩舎管理をしていた。エリカに傷めた膝を補助する器具を貰ったことからラクシャスに襲撃されるリッケルトたちを助け、厩舎に隠していた「飛獣（ガルダ）」でファルコニアを脱出する。

### バーキラカ
シラット
声 - 中村悠一（テレビアニメ第2作）
暗殺集団バーキラカ一族の現首領。権力闘争に敗れたため、奴隷の身分に没落した一族の末裔の嫡子。ジャマダハルやチャクラム、ウルミンなど何種類もの奇妙な武器を使いこなし、後ろから飛んできたボウガンの矢を振り向きもせず素手で掴むなど卓越した体術も心得ている。遊歴時のガッツが立ち寄った地方領主主催の武道大会で、「爆殺王」の異名を持つ傭兵ヴァランシャを降し優勝に迫るも飛び入り参加したガッツに敗北する。ガッツの鷹の団再合流時には討伐隊に雇われており、ガッツと再度戦うも又も敗れ、この時は額に傷を負わされている。ラクシャスによると族長の息子という立場と、一族によって磨き上げられた業を「覚えただけ」で満足し高慢に陥っていたが、ガッツに敗れて以降は戦場の実戦で鍛練を繰り返し、現在はラクシャスをして「侮れない」と言わしめたほどの技量を持つに至る。
クシャーン帝国侵攻時には一族にとって数百年の悲願である帝国への正式な復帰を果たすために一度はガニシュカの軍門に下るも疑念を感じ、新生鷹の団とガニシュカ双方を見極めるために中立の立場を取り、情勢を見守る。
ガニシュカが倒された後、グリフィスと決別するために彼の頬を張ったリッケルトを殺そうとしたラクシャスの前にターパサとともに現われ、殺しを楽しむラクシャスに「刺客とは死を掌（つかさど）る者!!　弄ぶ者に在らず!!」と怒りをあらわにし、これを退けてリッケルトを救出。「鷹」の情報を知る彼に、身の安全と引き換えに取引を持ちかける。
ターパサ
声 - 石井康嗣（テレビアニメ第2作）
バーキラカ一族の頂点とされ、シラットの側近。シラットを「若」と呼ぶ。確認出来るだけで4人おり、額にそれぞれ意匠の違う紋章のような刺青がある以外はほぼ同じ見た目をしている。いずれも全身の筋肉と節を極限まで鍛え上げた巨漢で、第2及び第3指の付け根をはじめ、格闘技で打撃に用いる各部位が大きな瘤状になっており、素手で甲冑をひしぎ、一撃で絶命させる闘術を体得している。その容姿からエリカやルカからはオークと間違われ、リッケルトからも「これだけ目立つ容姿でよく刺客なんて…」と言われたが、当人たちからすると納得がいかないらしい。
ミッドランド雇用のバーキラカ達
ミッドランド国王と契約していたバーキラカ一族の5人組。それぞれの本名は不明。グリフィスを解放し、同行を願ったシャルロットと共に逃走を図る鷹の団の追討をミッドランド国王に命じられる。閉所で壁伝いの立体的な動きを得意とし3本の鉤爪付きの手甲を武器とする手足が長い男、アトラトルを使った大威力の投槍で攻撃する大男、水中を巧みに泳ぎながらの銛による奇襲を行う小柄な男、毒を仕込んだ吹き矢を使う著しく矮躯な男、粉塵爆発を起こす秘薬を用いる女からなる。自らが得意とする条件が重なる地下水道坑内でガッツ達を襲撃し苦戦させる。女以外の4人はピピンの支援のもと、ガッツ、キャスカ、ジュドーの反撃で死亡。グリフィス達を討ち漏らしたばかりか毒矢を誤射してシャルロットを一時的に危険に晒した事に（バーキラカが施した解毒剤で事なきを得た）激怒した国王が直後に女を処刑したことで全滅した。アニメには登場しない（TV第1作、劇場版とも）。

## 法王庁
法王
法王庁トップ。名家の生まれで何不自由なく育ち、何の興味も野心も持たず、気が付けば法王の座に就いていたという地位を除けば没個性で凡庸な人物。さしたる業績も失政も無いまま、無難に法王職を務めていたが病の床に臥し、平穏無事かつ退屈な生涯を終えようとしたとき、夢の中に現れた白い鷹に自らの運命を直感。グリフィスの下に赴くことを決意。一変して快活になり、自ら「鷹」の信奉者として率先してグリフィスを崇拝する。
モズグス
声 - 小山力也（テレビアニメ第2作）
「血の経典」の異名を持ち、どんな軽微な罪さえも許さぬ苛烈な審問で恐れられる異端審問官。法王庁から派遣され、異端の徒や異教徒として裁いた者をことごとく磔刑や車輪轢きの刑といった極刑に処しており、その数は500人以上に上る。分厚い聖書を所持して法衣を着て帽子を被り、朝晩1000回にもなる頂礼を10年以上に渡って、欠かさずし続けたために扁平な顔になり（これを見たセルピコは「あの顔の秘密はこれですか」と妙に納得していた）、同時に両膝を痛めてしまっているため、走る事が出来ない。普段は温厚そうな顔だが、激昂すると顔全体が強張り血管が浮かぶ。「信仰とは死ぬことと見つけたり」という信念をもち、彼を襲う異端者（とモズグスが決めた者）が「天誅」という言葉を使っただけで激昂して聖書の背で撲殺し、あまつさえ「貴様らごときが神の代弁者たる法王庁に口答えする権利など無いわ！」と怒鳴りつけるなど文字通りの狂信者。しかしながら同じ神の信者には比較的寛容で、ファルネーゼの失敗を優しく許したり、彼女の懺悔を聞いて信者として完璧な（セルピコ曰く「うさんくさい」）正論を説いたりしている。
しかし、その一方で「この地獄の様な光景も法王庁の一面。神とは慈愛のみこの地上に降り注ぐものではありません。厳格な裁定者でもあるのです」と余りに惨い拷問に目を逸らしたファルネーゼを諭しており、狂信者と映る反面、清濁を併せ飲み、己の信念と使命を全うしようとする一面を見せていた。
また人々から恐れられる異形の者でも、聖書に異端と書かれていない以上は「神に必要とされている」と信じており、人間を外見により見下したり迫害したりする事はない。その信念に基づき自身が自らの足で集め、彼に心酔する弟子たちを常に従えており、その死に際しては血涙を流した。
断罪の塔で完璧な世界の卵によって弟子と共に使徒もどきに変貌した。変貌直後の姿はそれまでの姿に天使のような翼が生えただけであったが、ガッツとの戦闘中に全身を鱗状の羽根で覆われた姿に変化した。どちらの姿でも、火を吹く攻撃が可能。使徒もどきとはいえ、力は並の使徒以上で表皮も硬く、ドラゴンころしの一撃すら通用しない強度でガッツを苦戦させるも、激闘の末に心臓付近にある聖書が表皮で覆われていなかった（モズグス本人が聖書を自身を守る最高のものと信じて疑わなかった為）ことを見抜いたガッツによって、心臓を聖書ごと貫かれて死亡した。
モズグスの弟子達
声 - 藤巻大悟、中村章吾、各務立基、内野孝聡
異端審問官モズグス専任の拷問執行人。異端・魔女とされた者を審問にかけ、モズグスが下した判決に従って処刑するのは彼らであり、拷問器具を武器に戦闘もこなすことができる。本名は不明。合計で6名おり、日光に身をさらすと火ぶくれができ、身体の抵抗力も皆無な体質でペストマスクを被り、拘束具（マンキャッチャー）を武器とする美男子、巨大な鋼鉄の車輪を武器とする筋肉の塊のような童顔の大男、頭と肩甲骨あたりが変形した長身の身体で鎖に鍬鋏がついたような武器を持つ大男、目をくりぬくペンチと敏捷性を武器とする小男、「二児」と呼ばれている鋸を2つ組み合わせたような武器を2人1組で持つ双子、から構成される。
彼らはその先天性の畸形により、世間から迫害されて見世物にされたり、怪物として人里を離れたところに潜み暮らしていたが、モズグスの慈愛の心によって信仰の道に入り、異端審問を神からわが身に与えられた聖なる職務として、真摯に執行する。忌み嫌われていた自分達を「神に必要とされている」と認めてくれたモズクスを心から尊敬し忠実に尽くしている。全員がモズグスと共に天使のような翼の生えた使徒もどきとなるが、ガッツ、イシドロ、ジェロームの3人に倒され死亡した。

### 聖鉄鎖騎士団
ジェローム
声 - 平川大輔（テレビアニメ第2作）
聖鉄鎖騎士団に所属する騎士で貴族の放蕩息子。貴族にしてはくだけた性格。団所属当時、任に実直だった団長のファルネーゼを快く思っておらず、任務を放棄しては娼婦のルカのところで遊んでいた。ルカに心から惚れ込んでおり、ルカに頼まれニーナやキャスカの救出の片棒を担ぎ、最後は騎士団を抜けルカ達4人の女性を身請けすることになる。

## ヴァンディミオン家
フェディリコ
声 - 北島善紀（テレビアニメ第2作）
本名は「フェディリコ・ド・ヴァンディミオン」。ヴァンディミオン家当主。尊号は「天秤の主」。同家の莫大な財力を背景に比類なき影響力を持つ、法王庁教圏における事実上の最高権力者。家族に対しては酷薄で家父長権を振りかざし、たとえ実子であろうともヴァンディミオン家当主としての地位で接する。
夫人の分析によれば、全てを自分の手の及ぶ中に置きたがり、自分の範囲内だけで世界の事象を計り納めたつもりになって安心している弱い人物。それゆえ自分の範疇外の行動をする娘のファルネーゼは不可解で怖れているとのこと。しかし、自分を含む法王庁教圏の有力者たちの前でファルネーゼが魔術を使用した際には、幻覚によって教圏の首脳部に打撃を与えて混乱させようとする敵の策略であるという論理を強引に押し通す開き直りを見せた。これには夫人も「マニフィコとは役者が違う」と呆れ半分で感心していた。
ヴァンディミオン夫人
声 - 喜代原まり（テレビアニメ第2作）
フェディリコの妻。鋭い観察眼と洞察力の持ち主で舌鋒鋭い女性。自身の子は「さん」付けで呼ぶ。
大資産家だが閉塞的なヴァンディミオン家とその男連中を諦観し、子育てもそこそこに放蕩の日々を送っている。夫のことを「病的なまでの世界の奴隷」と見ているが、度量は認めている。ファルネーゼに対し、彼女が幼い頃に見せた奇矯な行動は、鬱屈した思いの表現であったこと、父のフェディリコがそれを理解できない故に娘を恐れていることを指摘した。ファルネーゼの性質を「感じることに関しては芸術的、人一倍痛みを知るあなたは誰よりも優しくなれる」「あなたのような娘を持って鼻が高い」と評し、舞踏会で娘の立場が危うくなった時は焦りの表情を見せていた。
ジョルジオ
本名は「ジョルジオ・ド・ヴァンディミオン」。フェディリコの長男。フェディリコの片腕でヴァンディミオン銀行共同経営者、法王庁会計院総財務管理者、事実上同家次期当主。
ポリティアーノ
本名は「ポリティアーノ・ド・ヴァンディミオン」。フェディリコの次男。法王庁領大総督兼枢機卿。次期法王の最有力候補と目される。気前が良く人気があるが健康面で不安視されており、法王の座に就いても短期になるのではとの噂。

## その他の人物
バズーソ
声 - 沢木郁也 / ケンドーコバヤシ
大柄な体格をした重装騎士。戦斧を武器とし、「灰色の騎士」「三十人斬り」「熊殺し」の異名を持つ猛者。とある戦場で流れの傭兵時代のガッツに勝負を挑むが自身の頭を割られて敗北、死亡した。ガッツへの褒賞金は金貨7枚（劇場版では銀貨7枚）。バズーソ討伐は同じ戦場に居合わせたグリフィス等、鷹の団がガッツに目を留める切っ掛けになった。重厚な兜を纏っており（ここからガッツに「ヤカン」、劇場版では「鉄屑」呼ばわりされている）素顔は描かれなかった。
ガンビーノ
声 - 若本規夫 / 岩田安宣
傭兵団長でガッツの養父及び剣の師。妻であるシスを愛していたが、ガッツを拾ってから3年後にシスを疫病で失う。そのためガッツが災厄を運んできたと憎悪を向け疎んじ、甲斐甲斐しく世話を焼こうとするガッツに厳しく当たるなど手荒く扱う。後に稚児趣味を持つ同僚ドノバン（後にガッツが殺害）の夜の相手にガッツを銀貨3枚で売り渡した。その後、戦場での負傷で片足を失い、戦えなくなってからはガッツの稼いだ褒賞を取り上げ、妻の名を付けた犬だけを相手にするようになる（この行いは周囲の傭兵たちも流石に眉をひそめた）。
こうして、いよいよ心の荒みきったガンビーノは、自分の身に降りかかる災厄の全てがガッツのせいだと錯乱し、ある夜に酒の酔いに任せてガッツに手をかけようとするも逆にガッツが反射的に握った剣によって喉を刺し貫かれて死亡する。ガッツは不可抗力とは言え、育ての父を殺した事実を免れる事は出来ず、剣だけを持って脱走する事態に陥る。
シス
ガンビーノの伴侶でガッツの養母。ガンビーノとの子を流産で失ったことで精神が不安定になっていた時、泥の中よりガッツを見つけて拾い養育する。ガッツが3歳の時に疫病（ペスト）に感染して死去した。
ゴドー
声 - 西川幾雄 / 稲垣隆史
かつて妖精が棲んでいたという鉱山の中で、武具や蹄鉄、拘束具や貞操帯を作って営んでいる老鍛冶屋。偏屈な性格で口は悪いが、鍛冶職人としての腕は非常に良く、「ドラゴンころし」をはじめとする初期のガッツの装備のほとんどは彼の作品である。戦災孤児のエリカを養父として育てた。
かつては名工として華やかな栄誉に包まれ、王侯貴族から注文を受けていたほどであったが、貴族たちが実用を無視して華美な武器ばかりを求めるのに嫌気がさし、自棄になって作ったドラゴンころしが領主の怒りを買って処刑されかけ、人里を離れた鉱山に隠遁し孤高の鍛冶屋となる。鷹の団を抜けて修行していたガッツは彼のもとに寄宿しており、その縁で、蝕から生き延びたガッツとキャスカ、そしてリッケルトを受け入れた。酷使されたドラゴンころしを鍛え直した後、天寿を全う。墓石には墓碑銘の代わりにヤットコとトンカチのレリーフ。
エリカ
声 - 増田ゆき / 竹達彩奈
明るく天真爛漫な少女。かつて戦災で家族を失った戦争孤児で、偶然通りかかったゴドーについていき、そのまま養女となる。エリカを養育する内に、己の腕一本で生きてきたゴドーは、人間性を甦らせていく。修行中のガッツの特訓を手伝ったこともある。ゴドーが死去した後は、ガッツ、キャスカ、リッケルト、4人の生活を望んでいたが、2人を見送ることとなる。その後はリッケルトと共にゴドーの住処に留まっていたが世界が幻造へと変わって以降は魔物が跋扈する中、山奥の一軒家に暮らし続ける事も不可能となり、リッケルトと共に難民と合流してファルコニアに辿り着く。ファルコニアでひと時の平穏を味わうが、バーキラカの里へ旅立つ。
コレット
声 - 半場友恵 / 相川奈都姫
原作第二話に登場した少女。僧侶の父と馬車で移動していた時にガッツと出会い一緒に移動するが、森で出くわした亡霊のとり憑いた骸骨に腹を刺され死亡。その後に彼女の死体にも亡霊がとり憑き、父を殺害してガッツも殺そうとするが、ガッツに身体を切断される。
TVアニメ版第1作では、酒場で兵士に苛められていた所をガッツに助けられるという展開に変更されている（原作ではパックの役回り）。こちらではガッツと会話するシーンが無く、悪霊に憑かれてガッツに斬られる事もない。
アドルフ
声 - 峰恵研 / 佐々健太
コレットの父親で壮年から初老ほどの僧侶。ガッツを馬車に乗せて移動するが、亡霊に取りついたコレットに剣で首を切断されて死亡した。
TVアニメ版第1作では、コレットの父から祖父に変更されており、コレットと共に酒場で兵士の暴行を受けていた所をガッツに助けられるという展開に変更されている。
原作とTVアニメ版第1作では名前は不明だったが、TVアニメ版第2作で名前が明らかになった。
バルガス
伯爵に仕えていた侍医。使徒と化した伯爵の残虐さに恐れを抱き、逃走を試みるも失敗。家族は目の前で伯爵に喰われ、彼も片腕と両足、顔面右半分の皮膚を失う。その後、何とか脱出に成功し、その際ベヘリットを盗み出す。7年に及ぶ潜伏生活をしながら伯爵を倒す機会を狙っていた。ガッツに伯爵殺害を依頼した後、捕えられ、衆目の中、邪教徒として断首に処される。伯爵の最期の時、伯爵を虚無に引き込んだ亡者達の中にバルガスの姿があった。バルガスが伯爵から奪ったベヘリットは以降パックの所有品になる。
ゾンダーク
伯爵に仕えていた巨漢の騎士。戦槌を使用。横暴で血の気が多く、ガッツとの戦いでは自らの攻撃で部下の兵士を巻き添えにし、数人を殺害するも、顔面に手酷い傷を受けて敗北する。治療を受けるもガッツに敗れた怒りで狂乱し、医者一人の頭を割って殺害した。伯爵が体の一部を彼に寄生させて人外の化物となった。再度ガッツと交戦するも肉体に著しい損傷を受け寄生物もろともガッツに殺害される。
テレジア
伯爵の愛娘。常に父から深い愛情を注がれていたが、母の死を境に父に怯えるようになる。城の中に半ば軟禁されたような暮らしの中、外に出ることに憧れ、父からの贈り物として貰ったパックと仲良くなる。そしてガッツと伯爵の戦いの場に居合わせた彼女は転生の儀へ巻き込まれ、そこで初めて父の変貌と残酷な過去を知る。憧れ望んでいたはずの外の世界で観たものが過去の残酷な真実と地獄へと飲み込まれていく父の姿だったことに事実を受け入れられないテレジアは正気を失いかけるほどに取り乱し、衝動的に命を絶とうとする。その直後、床が崩れ転落しそうになったところをガッツに助けられるが、破滅劇の決定的終幕をもたらしたガッツへの感謝への念など沸くわけもなく、渾身の憤懣をガッツへと叩き付け「必ず殺してやる」と復讐を誓った。
ジル
霧の谷の近くの村に住む少女。4歳年上のロシーヌとは家庭の境遇が似ており仲が良く一緒に遊んでいた。元兵士で飲んだくれの父であるゼペックと端女のように扱われる母を嫌い、野卑な父の仲間が集う家を当ても無く飛び出し、野盗に襲われかけられていた所をガッツに助けられる。
使徒へと転生したロシーヌと再会した彼女は霧の谷へと向かい、何ら楽しみも希望も無く諍いが絶えない日常とロシーヌの誘いとの間で揺れ動く。霧の谷の惨状を見て嫌悪感を持つもなおロシーヌを憎めず、身を挺して最期まで庇った。行動を共にするうちにガッツに惹かれ、旅に同行させてもらおうと頼むも諭され、生きる勇気に目覚め家に戻る。
ゼペック
ジルの父親。常に兜を被り、元兵士だった身分をひけらかし、負け戦を酒で紛らわす飲んだくれ。武功を上げ夢よ再びと霧の谷における聖鉄鎖騎士団の黒い剣士捜索の道案内をし、娘ごとロシーヌにとどめを刺そうとした手負いのガッツに矢を射ち込む。その後も騎士団に同行しようとするが、アザンに言い包められ不平を言いつつ村に帰った。
ルカ
声 - 沢城みゆき（テレビアニメ第2作）
娼婦達の中心的存在。姉御肌で処世術に長ける。徘徊していたキャスカを案じ匿った。妹分にはペペ（声 - 近藤唯）、フーケ（声 - 浜崎奈々）、リュシー（声 - 三木美）、ニーナがいる。仲間を守るためには自ら進んで危険に身を投じるほどの包容力にあふれた器量人でもあり、自暴自棄になっていたニーナの目を覚まさせた。記憶喪失のキャスカのことを便宜上「エレーン」と呼んでいた。
アルビオンの混乱の際に髑髏の騎士と行動を共にし、完璧な世界の卵が話した内容、及び目的を知っている唯一の人間。
仲間と共にジェロームに身請けされるが彼の妻に遠慮して出奔、ファルコニアで難民を一時受け入れる宿の管理人となっている。
ニーナ
声 - 高森奈津美（テレビアニメ第2作）
ルカの妹分の娼婦。さしたる自我や主張を持たず臆病な性格の上、自己保身ばかり気にして、その場の状況によって自分を都合良く変心させる。不治の病でもある梅毒に侵され、何事にも悲観的であったため邪教に身をやつし、夜な夜なサバトに参加、その後、邪教徒として断罪の塔に捕らえられ、怪異に巻き込まれるが恐怖に耐えるうちに生への執着と希望と強さに目覚める。最後は再会したヨアヒムと共にいずこかへと旅立った。
ヨアヒム
声 - 大西弘祐（テレビアニメ第2作）
ニーナに想いを寄せている難民。彼女が邪教に染まっていると知り、恐れて逃げ出す。ニーナ同様、心の弱い人間で、ニーナを邪教徒と呼び逃げ出すこともあったが、想いを断ち切れず、断罪の塔倒壊後に、ともに旅立つ。
モーガン
声 - 茂木優 / 山本満太
イーノック村に住む老人。村が獣鬼に襲われたためフローラに助けを求めた。50年前にフローラからもらった薬で母が救われたことがある。当時は閉鎖的な環境に嫌気がさしており、外の世界への冒険を夢見ていたが、後にこれが逃避に過ぎなかったことを悟る。獣鬼を退治し終わった後、イシドロに上記の昔話を聞かせて諭そうとしたが、逆に諭され、感心したモーガンは餞別として彼に短剣を授けた。
髭骸骨
声 - 各務立基（テレビアニメ第2作）
海賊「髭骸骨一家」の頭目。長い口髭に髪、右目に眼帯の隻眼で、片足はナイフ仕込みの義足、武器として使用できる弩弓を仕込んだ松葉杖姿という典型的な海賊風体。繰り出される命令は場当たり的、不平を漏らす部下らの訴えには耳を貸さず厳しく接し盲従を科す。日々厳しくなる海賊業の取り締まりから、正規の商売に鞍替えしようと子供の身柄を拘束して人身売買業を営んで奴隷商で生計を立てようとしていた。停泊していたヴリタニス港にてイシドロ、ミュールと諍いとなり、彼等を経験の差で圧倒するも、偶然居合わせたアザンの乱入で劣勢になり遁走。これで奴隷商を諦め「鮫乗り船長号（キャプテンシャークライダー号）」、「船虫号（シーラウス号）」、「田螺号（マッドスネイル号）」の3隻の武装商船（全てキャラック船）を率い本業の海賊業へと戻る。が、海賊業再開早々、商業船と偽り航行している所を「海馬号」操るロデリックに容易く見破られ撃退される。
その後、執念深くロデリックらをつけ狙うも尽く惨敗。幻造世界現出直後には海神によって肉体と魂を侵食されて魔の存在と化し、海上で海馬号を再度強襲し脅かすも、手下と船もろとも海神に憑り込まれ、最期は海の藻屑と消えた。海賊の癖に泳げないなど、ギャグキャラクターとして描かれることが多い。
子爵
流れの傭兵時代において負け戦で捕虜となったガッツを連行させた肥満体の地方領主。凶暴な巨漢の息子を溺愛しており、その初陣前の肩慣らしの相手とするために負傷したガッツを城の地下牢に幽閉する。しかし、ナズナの精チッチの治癒で体力をある程度回復させていたガッツは、ガンビーノに教わった要領で息子を組み伏せて人質にしてしまう。その混乱に乗じて、先日にガッツを利用して捕虜から逃亡していた傭兵マルティノに敵軍兵を招き入れられ、城を陥とされてしまった。

### 幽界に係わる者
幼魔
声 - 行成とあ（テレビアニメ第2作）
ガッツとの間の子を身籠ったキャスカが魔の存在に犯されたために胎児に魔が宿り、幽界にずれた存在となる。現世に産み落とされた直後に朝日と共に掻き消え、醜怪な畸形の嬰児の姿として、時折ガッツの前に姿を現す。悪霊を呼ぶなどしばしばガッツを困らせることもあったが、母親のキャスカを守るために父親のガッツに警告を与えたり、不器用ながらも魔の力を使ってキャスカの身を守るなどした。断罪の塔においてキャスカのために力を使い果たして息絶えかけていたところを完璧な世界の卵に取り込まれ、グリフィス受肉の素体となる。ほぼ完全にグリフィスに取り込まれているが、ガッツ・キャスカの二人に対する「思慕の情」がグリフィスの感情に微細な影響を与えている。
髑髏の騎士
声 - 磯部勉 / 大塚明夫
「5人の御使いに仇成す者」と自称し1000年間に渡りゴッドハンドや使徒と敵対している騎士。降魔の儀における“蝕”への物理的な介入が可能。髑髏と骸骨を模した甲冑に身を覆い、浮き彫りのバラをあしらった剣と盾を持つ。威厳ある佇まいで、髑髏の双眸の奥に光を宿す。使徒の所有するベヘリットを収集し甲冑内に溜めて、ゴッドハンド討滅の切り札「喚び水の剣」を作り出す。「生贄の烙印」の反応が異なることから使徒とも違った存在で、共闘している者も一切見受けられないが、危機に陥ったリッケルトやルカを助ける等、弱者に対する慈悲の心を持ち合わせている。妖精が感じ取ることが出来る何らかの気配を放っており、髑髏の騎士自身もリッケルトが持っていた妖精の鱗粉を知っていた様である。その風貌は伝説の王ガイゼリックを思わせるが、関係は不明。
使徒形態のゾッドと渡り合う戦闘力を有し、互いに宿敵・好敵手と認め合っている。ゴッドハンドのボイドとは過去において何らかの因縁が存在し、スランからは「王さま」と呼ばれ、霊樹の森に住む魔女フローラとは旧知の間柄（今のガッツとシールケのような関係だったとのこと）。
ガッツの出生を把握しており、キャスカとガッツを蝕から救い出したり、異次元へと入り込んだガッツを脱出させるなど神出鬼没ながら陰で助力を成している。「狂戦士の甲冑」の以前の着用者だった発言があり、甲冑が着用者にもたらす弊害を熟知、連用するガッツに警告、助言を与えている。世界の変化を告げる節目の場面には馳せ参じ、唯一の目的であるゴッドハンド討伐のために放浪し続ける。魔神と化したガニシュカと対峙していたフェムトを奇襲して「喚び水の剣」で斬りつけるが、逆にガニシュカを葬ることに利用される。TVアニメ版では登場せず、それによりリッケルトの生死とガッツがどうやって蝕を脱出したかは不明となっている。
髑髏の馬
騎手である髑髏の騎士と同じく馬の髑髏の面をつける屈強な悍馬、主と同じく使徒の姿に変じたゾッドにも怯まず馬重が無いかのように身のこなしは軽く、蹄の音を立てずに走ることも可能で、闇夜や洞窟内においても人の目に留まらない襲歩で壁面や高所などへも飛ぶように駆ける。
フローラ
声 - 島本須美
人が踏み入れぬよう結界を張った「狭間」にある霊樹の森の館に住む魔女で、シールケの師匠。彼女もまた烙印が異なる反応をする存在。護符や薬草などを作っており、呪われた武具や魔法のエレメントを有する道具等を所有。かつてはイーノック村周辺の人里に住み、村々を回って精霊達の声を伝えたり、天候を教えたり、病人を癒して回っていたが法王庁教圏の拡大と共に魔女として排斥され、霊樹の森へと追いやられた。発言から齢は数百年を重ねているが見た目は普通の老女で少なくとも50年は容姿に変化は無い。現世に不満を持つシールケをやんわり窘め、口調と佇まいは物静かで温厚。
髑髏の騎士とは「時の理にあった頃の友」で、過去の共通する思い出に浸る間柄。自らの身に逃れられぬ災厄が降りかかる事を既に把握しており、ガッツ一行に宿を提供した後、新生鷹の団戦魔兵から優先的に「将来、鷹と敵対し得る者」と看做され急襲される。霊樹の森とその棲家に火を放たれ、館もろとも焼かれるが、直後に若き日の姿で業火の中に顕現。戦魔兵との混戦の最中、炎の壁となりガッツ一行に逃げる契機を与え、自ら護符を施した狂戦士の甲冑を弟子のシールケに託し別れを告げる。
肉体を失った後は深層世界に住まう存在となり、愛弟子を見守っている。
チッチ
流れの傭兵時代にガッツが出会ったナズナの花の精。とある城の牢の中、わずかに日が差し込む石畳の隙間から発芽したため自分以外の仲間を知らない。自分の本体である花を齧るネズミを捕われたガッツが傷から流した血を補う為に喰ったことから恩義を感じ、話しかける。
初めて他者と会話できたことに喜ぶあまり、自身の命である花の葉をガッツの治療に使ったことで存在を維持できなくなって消えてしまった。
モルダ
スケリグ島にある妖精郷に住む魔術師見習い。長髪の少女。変化に欠ける郷での暮らしに飽いており、刺激を求めて使用が禁じられている魔道具も使うため、同期の見習いたちからも持て余されている。
クッカ / ヨニ / テューネ
スケリグ島にある妖精郷に住む魔術師見習い。クッカは三つ編みの少女。ヨニは小太りの少年。テューネは長身だが地味な少女。かつてのシールケ同様に生真面目なところはあるものの平穏を尊ぶタイプ。
ゲドフリン
スケリグ島にある妖精郷に住む魔術師の長老（大魔導士）。シールケの師・フローラの古き友。
スキルビル / スラーイン / ギンナル
スケリグ島にある妖精郷に住む魔術師の長老衆。かなり高齢でボケ気味。
ダナン
声 - 宮村優子(41巻付属ドラマCD)
スケリグ島にある妖精郷に住む魔術師たちの家事手伝いをしている女性。その正体は「花吹雪く王」の字を持つ大妖精で妖精郷の主であり、「妖精王」とも称され魔道書や多くの詩や物語にその名が記されている。
ピック / プック / ペック / ポック
スケリグ島にある妖精郷に住む羽精でパックとは顔馴染み。性格も似通ったタイプ。

### 正体が不明な人物
ガイゼリック
「覇王」と称される伝説の大英雄。1000年前に戦乱の下にあった大陸全土を掌握し、史上唯一の大陸統一を成した大帝国を一代で打ち立てたとされる。出自や経歴は不明で、戦いの時は常に髑髏を模した兜を被っており、「ドクロの王様」というお伽話としても伝わっている。「魔王」「死を駆る王」と呼ばれるほどに暴虐の限りを尽したが、王に背き虜囚となった賢者の願いによって天使に打ち滅ぼされてしまう。ミッドランド王家は唯一ガイゼリックより連なる血統を持つと言われる。
賢者
伝説にあるガイゼリックの時代の賢者。王への背任で虜囚となり獄中から王を滅ぼすよう願い、5人の天使（他4人説）を呼びだしたといわれている。
月下の少年
ヴリタニスへ向かう途中ガッツ一行が一夜を過ごした砂浜で遭遇した黒い長髪を持ち全裸の物言わぬ小さな男の子。一時ガッツ一行が保護しキャスカに懐いたが、クシャーンの妖獣兵との戦いの最中に一行と逸れる。その後も度々現れてはガッツらにとって益のある行動をとるが、数日中に居なくなる。彼に見つめられた妖獣兵が退くなど、特別な気配を持っている。

## ゲーム版の人物

### 喪失花の章
リタ
声 - 白鳥由里
旅芸人で軽業師の少女。愛犬のイルクがいる。最後はガッツ達と別れた後に「ありがとう」と言った。
バルザック
声 - 内海賢二
敵からは鬼神、領民からは名君とされていた城の主。医術を用いてマンドラゴラ憑きを研究しており、戦力にもしていた。ガッツに倒され使徒に転生するも再度倒される。
アネット
声 - 島本須美
バルザックの妻。重病に罹患していたが、マンドラゴラの薬によって少女姿のまま不老になる。ただし、薬の副作用として知能は皆無。
エリザ
声 - 島本須美
信心深い聖職者で人外の修道女。村のマンドラゴラ憑きと大樹を守っていたが大樹の核と一緒に焼け落ちた教会の炎の中に消えた。
ダンテス
声 - 吉水孝宏
抵抗軍を組織していた男。マンドラゴラ憑きに殺される。
ヨブ
知能に乏しく食べ物につられてリタに付いて来たマンドラゴラ憑きの巨漢。ガッツにより殺害される。
ニコ
物狂いで周囲からは嘲笑の対象だったが、笑みを絶やさず、些細なことでも喜ぶ子供だった。しかし、飢饉の最中に飢えで衰弱して教会に救いをもとめるも鐘の音で気づかれず門前で力尽きる。手にはベヘリットを持っていた。

### 聖魔戦記の章
シャルル
声 - 豊口めぐみ
ロシーヌに良く似た姿をしている金髪の美少年。妹のメリーエンを大切にしている。その正体は使徒である。